# Grève étudiante québécoise de 2012
Pour les articles homonymes, voir Grève étudiante québécoise et Grève étudiante.
La grève étudiante québécoise de 2012 ou printemps érable (par calembour avec « printemps arabe ») désigne l'ensemble des événements, mouvement sociaux et perturbations induits par une grève étudiante générale et illimitée dans les établissements d'enseignement supérieur québécois du 13 février au 7 septembre 2012. Cette grève étudiante, la plus longue et la plus imposante de l'histoire du Québec et du Canada,, est une réponse à l'augmentation projetée des droits de scolarité universitaires pour la période 2012 à 2017 dans le budget provincial 2012-2013 du gouvernement du Parti libéral de Jean Charest. L'élection du gouvernement péquiste de Pauline Marois, le 4 septembre 2012, et l'annulation par décret de la hausse des droits de scolarité entraînent de facto la cessation du conflit.
Ce sont les fédérations d'associations étudiantes québécoises, la CLASSE, la FECQ et la FEUQ, qui coordonnent la grève. Outre la grève des cours, les principaux moyens de pression sont les manifestations dans plusieurs villes du Québec, l'érection de piquets de grève autour des établissements d'enseignement en grève et les « manifestations nationales » des 22 mars, 22 mai et 22 juillet à Montréal, et du 22 juin 2012 à Montréal et Québec. S'ajoutent à ces actions concertées les nombreuses démonstrations d'appui populaire comme les marches et les « concerts de casseroles » au Québec, au Canada et à l'étranger.
Devant la persistance du conflit, l'Assemblée nationale du Québec adopte le projet de loi 78, qui devient la loi 12, le 18 mai 2012. La loi a pour effet de suspendre les cours dans les établissements d'enseignement en grève jusqu'à la fin du mois d'août. Elle pose des conditions à l'organisation de manifestations de plus de 50 participants et interdit toute forme d'entrave à la reprise des activités d'enseignement. Dénoncée par le Barreau du Québec, Amnistie Internationale et le Conseil des droits de l'homme de l'Organisation des Nations unies, la loi 12 est abrogée par décret par le gouvernement péquiste le 20 septembre 2012.
À l'image de la grève de 1968, cette grève a vu naître de futurs politiciens. Du côté des principaux représentants étudiants, Léo Bureau-Blouin fut député du Parti québécois de 2012 à 2014 et Martine Desjardins candidate pour ce même parti en 2014. Gabriel Nadeau-Dubois est devenu co-porte-parole de Québec solidaire en 2017 et député de ce parti la même année. Du côté des carrés verts, Laurent Proulx a été conseiller municipal à la ville de Québec de 2013 à 2017 pour le parti Équipe Labeaume.

## Dénomination
Plusieurs expressions furent utilisées pour nommer ce mouvement social québécois de contestation en 2012, dont surtout, dans les journaux québécois et internationaux : « grève étudiante », « conflit étudiant », « crise étudiante », « printemps 2012 », « printemps étudiant » et, de façon poétique, « Printemps québécois » ainsi que « Printemps érable »
,, évoquant le Printemps arabe et la montée printanière de la sève d'érable, un symbole culturel québécois.
L'expression « grève étudiante » est critiquée, voire rejetée par les membres du gouvernement Charest, et remplacée par « boycott étudiant ». Selon eux, les actions menées par le mouvement étudiant ne peuvent être qualifiées de « grève » en vertu des dispositions du Code du travail du Québec. Selon la loi, seuls les travailleurs syndiqués bénéficient d'un « droit de grève » reconnu par la loi et ce droit de grève ne peut être exercé que pour la négociation d'une convention collective.

## Enseignement supérieur québécois avant la grève

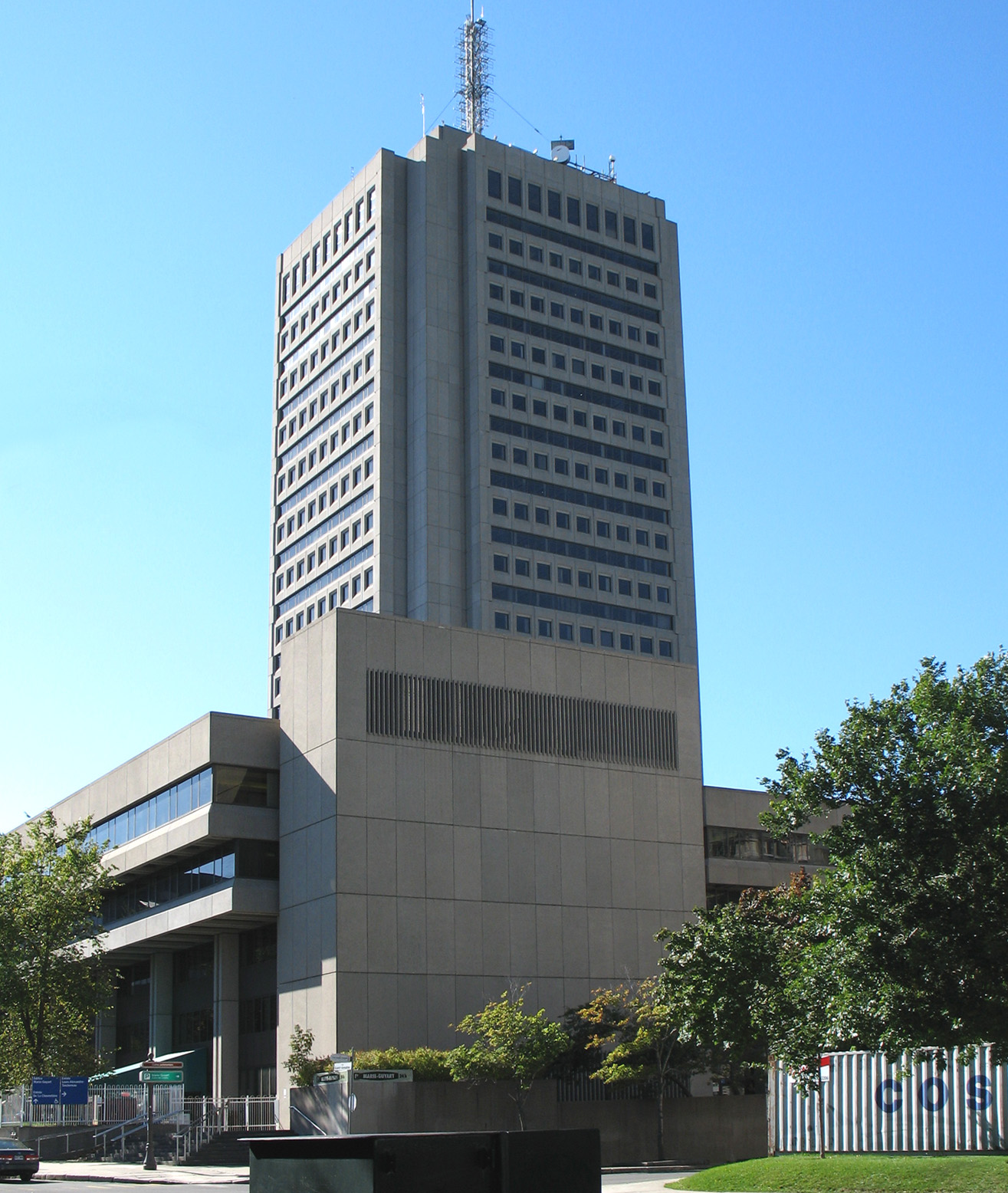
Édifice Marie-Guyart, siège du ministère de l'Éducation, du Loisir et du Sport du Québec.

Au Canada, selon l'Article 93 de Loi constitutionnelle canadienne de 1867, l'éducation est une compétence exclusivement provinciale. Au Québec, c'est le gouvernement du Québec qui est chargé de la gestion et du financement des universités québécoises.
Avant les années 1960, c'est le Département de l'Instruction publique, contrôlé par l'Église catholique, qui est chargé de l'éducation dans la province. L'éducation universitaire est alors réservée aux élites fortunées : seulement 3 % des jeunes francophones et 11 % des jeunes anglophones ont accès aux études universitaires. La Réforme Parent, au cours des années 1960, entraîne la création du Ministère de l'éducation du Québec et facilite l'accès aux universités québécoises.

### Droits de scolarité

#### Au Québec

Graphique illustrant la croissance droits de scolarité universitaire annuels au Québec depuis 1968 (en $ CAN). Les bandes verticales en rouge indiquent les périodes de gouvernements libéraux ; celles en bleu, des péquistes.

En 1968, les droits de scolarité des universités publiques du Québec sont établis et fixés à 540 $ CAN par an. Le 19 mai 1976, le Canada adhère au Pacte international relatif aux droits économiques, sociaux et culturels,, dont l'article 13 stipule que : « L'enseignement supérieur doit être rendu accessible à tous en pleine égalité, en fonction des capacités de chacun, par tous les moyens appropriés et notamment par l'instauration progressive de la gratuité. » Le gel des frais de scolarité perdure jusqu'en 1990. Ils triplent pour atteindre 1 668 $ CAN par an lors du deuxième gouvernement de Robert Bourassa. Les frais sont gelés à nouveau de 1994 à 2007. En 2007, le gouvernement de Jean Charest décide d'appliquer une nouvelle augmentation des droits de scolarité de 500 $ CAN sur 5 ans, les faisant passer à 2 168 $ CAN par année.
Le 18 mars 2011, le gouvernement de Jean Charest, dans son dépôt budgétaire, exprime sa décision d'augmenter les droits de scolarité de 1 625 $ CAN sur 5 ans, pour les faire passer à 3 793 $ CAN par année. Selon la FEUQ et la FECQ, en y additionnant les frais afférents exigés par les universités, la facture étudiante totale avoisinerait ainsi annuellement, en 2016, les 4 500 $ CAN.

#### Contexte hors du Québec

##### Au Canada
En 2011, le Québec est la province canadienne avec les droits de scolarité universitaires les plus bas ; ils se chiffrent à 2 519 $ CAN par année soit 53 % en deçà de la moyenne canadienne qui se chiffre à 5 366 $ CAN.
En 2011, c'est l'Ontario qui est la province où les frais de scolarité sont les plus élevés au Canada; les frais annuels s'y élèvent à plus de 6 640 $ CAN. Elle est suivie des provinces maritimes du Nouveau-Brunswick et de la Nouvelle-Écosse à 5 853 $ CAN et 5 731 $ CAN respectivement.
De 2010 à 2011, l'ensemble des provinces canadiennes, à l’exception de Terre-Neuve-et-Labrador, ont augmenté leurs droits de scolarité de 4,3 % en moyenne.

##### Au sein de l'OCDE
Les États-Unis est le pays de l'OCDE où les frais de scolarité universitaires sont les plus élevés en moyenne. Depuis la fin des années 1970, les frais de scolarité y ont augmenté de 1120 %; dont 15 % entre 2008 et 2010. Le Royaume-Uni a connu d'importantes hausses des droits de scolarités, particulièrement en Angleterre et en Irlande du Nord, au cours des années 2000; les droits ont passé de 1,175 £ à 3,225 £ de 2006 à 2010. En 2010-2011, le pays a connu une vague de protestations étudiantes. L'Écosse, pour sa part a maintenu la gratuité scolaire et le pays de Galles ses droits à 1,285 £.
En 2008-2009, les pays de l'OCDE d'Asie et d'Océanie, la Corée du Sud, le Japon et l'Australie ont des droits de scolarité plus élevés que la moyenne canadienne à 5 315 $ US, 4 602 $ US et 4 140 $ US respectivement. La Nouvelle-Zélande pour sa part est en deçà de la moyenne canadienne mais au-dessus de la moyenne québécoise à 3 019 $ US. La majeure partie des pays d'Europe continentale et scandinaves offre la gratuité scolaire ou de faibles droits de scolarité. Au Danemark, en plus d'avoir accès à l'université gratuitement, les étudiants universitaires reçoivent, en 2012, l’équivalent d'un peu plus de 480 $US/mois lorsqu'ils demeurent chez leurs parents et un peu plus de 975 $US/mois lorsqu'ils demeurent seuls. La gratuité scolaire est également en vigueur au Mexique. Au Chili, les droits de scolarités universitaires avoisinent les 3 400 $ CAN par années soit un peu moins que la moitié du revenu annuel d'un ménage chilien moyen; chiffré à l'équivalent de 8 500 $ CAN. Le Chili fut l'hôte de grandes manifestations étudiantes en 2011.
| Pays/Région             | Frais annuels (USD) | Pays/Région      | Frais annuels (USD) | Pays/Région   | Frais annuels (USD) | Pays/Région        | Frais annuels (USD) |
| ----------------------- | ------------------- | ---------------- | ------------------- | ------------- | ------------------- | ------------------ | ------------------- |
| États-Unis              | 6 312               | Nouvelle-Zélande | 3 019               | Suisse        | 879                 | Finlande           | Gratuité            |
| Corée du Sud            | 5 315               | Québec           | 2 168               | Autriche      | 853                 | Islande            | Gratuité            |
| Royaume-Uni sauf Écosse | 4 840               | Pays-Bas         | 1 851               | Belgique (Fr) | 599                 | Mexique            | Gratuité            |
| Japon                   | 4 602               | Italie           | 1 281               | France        | 190 (minimum)       | Norvège            | Gratuité            |
| Australie               | 4 140               | Portugal         | 1 233               | Danemark      | Gratuité            | République tchèque | Gratuité            |
| Canada                  | 3 774               | Espagne          | 1 038               | Écosse        | Gratuité            | Suède              | Gratuité            |

### Contexte socio-économique des étudiants

Les 17-24 ans (en rouge) sont le groupe d'âge majoritaire dans les universités et collèges du Québec en 2012

En 2009-2010, on compte approximativement 485 000 étudiants postsecondaires au Québec ; 214 000 collégiens et 272 000 universitaires (soit l'équivalent à 207 000 étudiants universitaires à temps plein).
Selon les prévisions des effectifs universitaires sur 15 ans du Ministère de l'Éducation du Québec, l'équivalent d'étudiants universitaires à temps plein augmente, à partir de 2010, de 10 % pour plafonner en 2014-2015 à 227 082 étudiants temps-plein pour ensuite entamer une longue et faible décroissance de 10 % jusqu'en 2025.
Selon une étude commandée en 2010 par la FEUQ, la moitié des étudiants universitaires vivent avec moins de 12 200 $ CAN par année; un quart avec moins de 7 400 $ CAN par année. Selon l'étude, une majorité d'étudiants font appel au crédit privé et le quart des étudiants travaillent plus de 20 heures par semaine en plus des études. L'étude indique aussi que 60 % des universitaires à temps plein prévoient entre 2 000 $ CAN et 9 000 $ CAN de dettes étudiantes à la fin de leurs études. En 2010, Statistique Canada a établi que s'endetter pour étudier a des conséquences à long terme et que l'augmentation de plus de 200 % des droits de scolarité entre 1995 et 2005 a fait passer de 49 % à 57 % la proportion des étudiants qui s'endettent pour étudier.
Aussi, selon un sondage commandé par le Conseil du patronat du Québec en 2010, 56 % des étudiants possèdent une voiture personnelle, 70 % dépensent 36 $ par mois en moyenne pour l'accès à l'internet.

### Contexte économique des établissements d'enseignement supérieur

#### Gestion universitaire

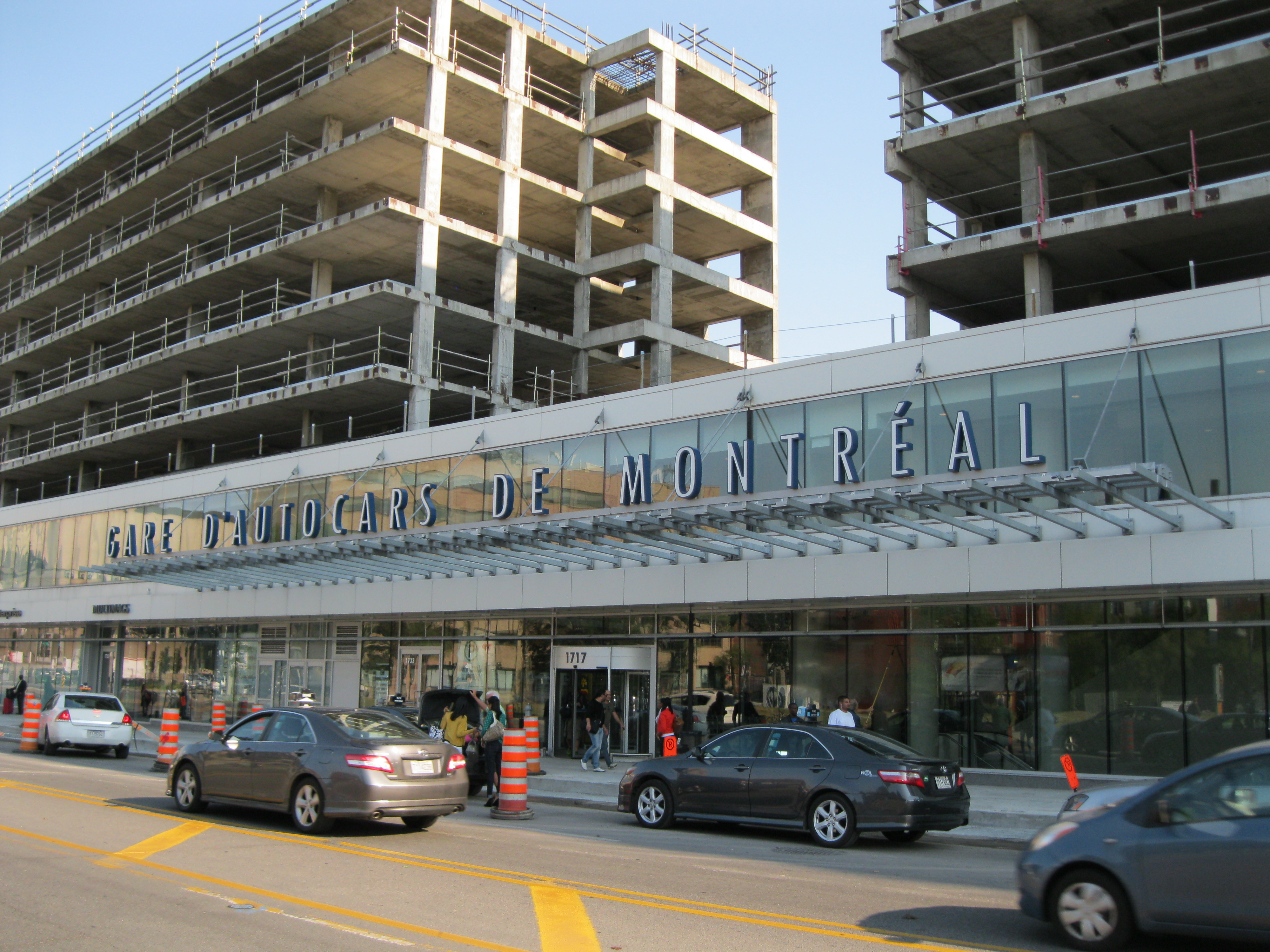
Les charpentes de l'îlot Voyageur surplombant la Gare d'autocars de Montréal en 2012

En 2010, Daniel Zizian, directeur général de la CRÉPUQ, déclare que les dérives immobilières ne sont pas généralisés ; les universités furent les plus importants promoteurs immobiliers du Québec au cours des années précédentes.

#### Besoins de l'administration universitaire
Dès 2009, l'Université du Québec à Montréal anticipe des hausses des frais institutionnels obligatoires et des droits de scolarité de 100 $ CAN par année dans sa planification financière jusqu'en 2015-2016, afin d'appuyer son plan de relance, après l'échec de son développement immobilier à l'îlot Voyageur en 2007.
Dans une entrevue qu'il accordait au quotidien montréalais Le Devoir en février 2010, le recteur de l'Université Laval, Denis Brière, jugeait que les universités n'avaient d'autre choix que « d'engager le combat pour le dégel des droits de scolarité », compte tenu de leurs lourds déficits. Selon lui, il faudrait que ces droits soient augmentés de 1 500 $ CAN par année pour qu'ils atteignent la moyenne canadienne, avouant toutefois qu'il s'agit de quelque chose qui n'est pas réalisable. Le recteur dit toutefois que la hausse est inévitable mais « [qu']elle serait certainement bien accueillie par les étudiants ».
Au début de décembre 2010, la Conférence des recteurs et des principaux des universités du Québec (CREPUQ), indique que les universités du reste du Canada peuvent compter annuellement sur 620 millions de plus que les universités du Québec; la conférence veut « améliorer l'expérience étudiante » sans toutefois lister ces améliorations. Le 6 décembre 2010, la (CREPUQ) propose à la ministre de l'Éducation du Québec une hausse de 2 068 $ à 3 680 $ en cinq ans jusqu'en 2014- 2015.

##### Augmentations de frais spécifiques avant la grève
En novembre 2009, la faculté de médecine dentaire de l'Université de Montréal propose des frais obligatoires de 5 000 $ CAN par étudiant inscrit au programme afin de moderniser son équipement et d'engager du personnel, en dépit des règles fixées par Québec.
En janvier 2010, l'Université McGill prend unilatéralement la décision de se soustraire aux règles imposées par le gouvernement et ouvre un programme de MBA à 30 000 $ CAN.

### Contexte politique et position gouvernementale

#### Position du gouvernement Jean Charest
« L'avenir du Québec n'est pas dans les moratoires et les gels. »

— Jean Charest, premier ministre du Québec à propos du gel des droits de scolarité

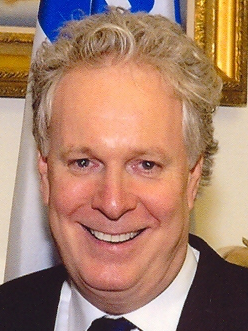
Jean Charest, premier ministre du Québec, chef du gouvernement québécois de 2003 à 2012

Le Parti libéral du Québec forme le gouvernement du Québec à l'Assemblée nationale du Québec depuis avril 2003. Lors de la grève étudiante québécoise de 2012, le gouvernement Charest est à la fin de son 3e et dernier mandat. La position du gouvernement Charest à l'égard des droits de scolarité universitaires a évolué au cours des années 2000. Durant la campagne de l'élection générale québécoise de 2003, les libéraux se positionnent pour le gel des droits de scolarité universitaires,. Élus majoritaires à l'Assemblée nationale, leur premier budget propose une réforme du régime d'aide financière aux études qui consiste à augmenter la limite d'endettement ainsi qu'à la conversion de 103 millions $ CAN de bourses d'études en prêts. Cette décision budgétaire entraine le déclenchement de la grève étudiante québécoise de 2005.
Tel qu'il l'avait proposé durant la campagne électorale de 2007, le gouvernement Charest impose une augmentation de 50 $ par semestre des droits de scolarité, peu de temps après sa réélection, les faisant passer de 1 668 $ CAN en 2006-2007 à 2 168 $ CAN pour l'année scolaire 2011-2012. Les droits avaient fait l'objet d'un gel depuis 1994.
Au début de la grève de 2012, c'est l'ancienne député de Bourassa-Sauvé, Line Beauchamp, qui occupe le poste de ministre de l'Éducation, du Loisir et du Sport. Après 13 semaines de manifestations étudiantes, elle donne sa démission le 14 mai 2012. Elle est remplacée dans ces fonctions par Michelle Courchesne député de Fabre.

##### La hausse des droits de scolarité 2012-2017

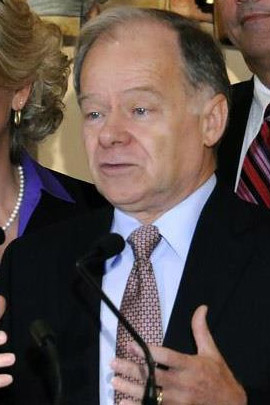
Raymond Bachand, Ministre des Finances du Québec de 2009 à 2012

C'est le député libéral d'Outremont, Raymond Bachand, qui est ministre des finances du Québec de 2009 jusqu'à la fin de la grève étudiante de 2012.
La hausse des droits de scolarité 2012-2017 dans les universités québécoises est confirmée pour la première fois lors du dépôt du plan budgétaire 2011-2012 du gouvernement du Québec, le 17 mars 2011.
Le budget projette alors 850 millions $CAN en revenus supplémentaires pour les universités québécoises pour l'année 2016-2017. De ces revenus, 430 millions $CAN proviennent de l'État, 265 millions $CAN de l'augmentation des frais de scolarité universitaires, 54 millions $CAN du secteur privé et 101 millions $CAN d'autres sources. Le gouvernement incite aussi les universités à recueillir davantage de dons de la part des particuliers et des entreprises.
Le budget 2012-2013, déposé le 20 mars 2012, fait passer les revenus supplémentaires projetés des universités pour 2016-2017 à 967 millions $CAN. De ces revenus, 493 millions $CAN proviennent de l'État, 279 millions $CAN de l'augmentation des frais de scolarité universitaires, 54 millions $CAN du secteur privé et 141 millions $CAN d'autres sources.
La hausse de la contribution de chaque étudiant à temps plein, selon le budget 2012-2013, est donc de 325 $CAN par année pendant 5 ans; soit 1 625 $CAN d'augmentation de 2012 à 2017. Après cette augmentation, les droits de scolarité atteindront 3 793 $CAN par année.
| 2011-2012 | 2012-2013 | 2013-2014 | 2014-2015 | 2015-2016 | 2016-2017 |
| 2 168 $   | 2 493 $   | 2 818 $   | 3 143 $   | 3 468 $   | 3 793 $   |

## Historique

### Événements antérieurs
La nécessité d'une hausse importante des frais de scolarité est un sujet récurrent dans les médias québécois à la fin des années 2000. Parmi les intervenants en faveur d'une hausse on compte la Banque Toronto-Dominion, l'Institut économique de Montréal, le Centre interuniversitaire de recherche en analyse des organisations (CIRANO), Éric Caire, Michel Audet, Lucien Bouchard, Joseph Facal, Monique Jérôme-Forget, Françoise Bertrand, de la Fédération des chambres de commerce du Québec; Yves-Thomas Dorval, du Conseil du patronat du Québec; Michel Leblanc, de la Chambre de commerce du Montréal métropolitain.
Le 11 février 2010, le gouvernement Charest, envisage une hausse des droits de scolarité universitaires sans donner de chiffres précis.
Le 6 décembre 2010, le gouvernement du Québec convoque une rencontre des partenaires du monde de l'éducation à l’hôtel Hilton de Québec nommée L'avenir des universités et leur contribution au développement du Québec. Les 125 représentants des milieux universitaires, collégiaux, étudiants, syndicaux et des affaires, ainsi que des fonctionnaires et élus du gouvernement y prennent conscience des orientations du gouvernement pour assurer la mise à niveau des établissements universitaires pour l'économie du Québec. Lors de cette rencontre, les recteurs des universités exigent une augmentation des frais de scolarité universitaires de 1 500 $ CAN d'ici 2012-2013 pour combler un manque à gagner annuel de 620 millions $ CAN ; la FECQ, la FEUQ et les centrales syndicales québécoises présentes (CSN, FTQ, FNEEQ) quittent la conférence. L'Association pour une solidarité syndicale étudiante (ASSÉ) n'y assiste pas et avait invité ces membres à protester contre la rencontre le 22 octobre 2010. Cette journée là, 60 000 étudiants sont en grève et des milliers d'étudiants manifestent devant l'hôtel où se déroule la rencontre.
Le 9 décembre 2010, la FECQ et la FEUQ, appuyés par député péquiste Mathieu Traversy et 30 000 signataires, déposent une pétition contre l'augmentation projetée des frais de scolarité universitaires à l'Assemblée nationale du Québec.
Le 12 mars 2011, l'Alliance sociale et la Coalition opposée à la tarification des services publics, qui regroupent près de 150 syndicats, organismes et associations étudiantes, tiennent une manifestation à Montréal. L'une des principales demandes est l’abandon de la hausse projetée des frais de scolarité.

### La hausse annoncée

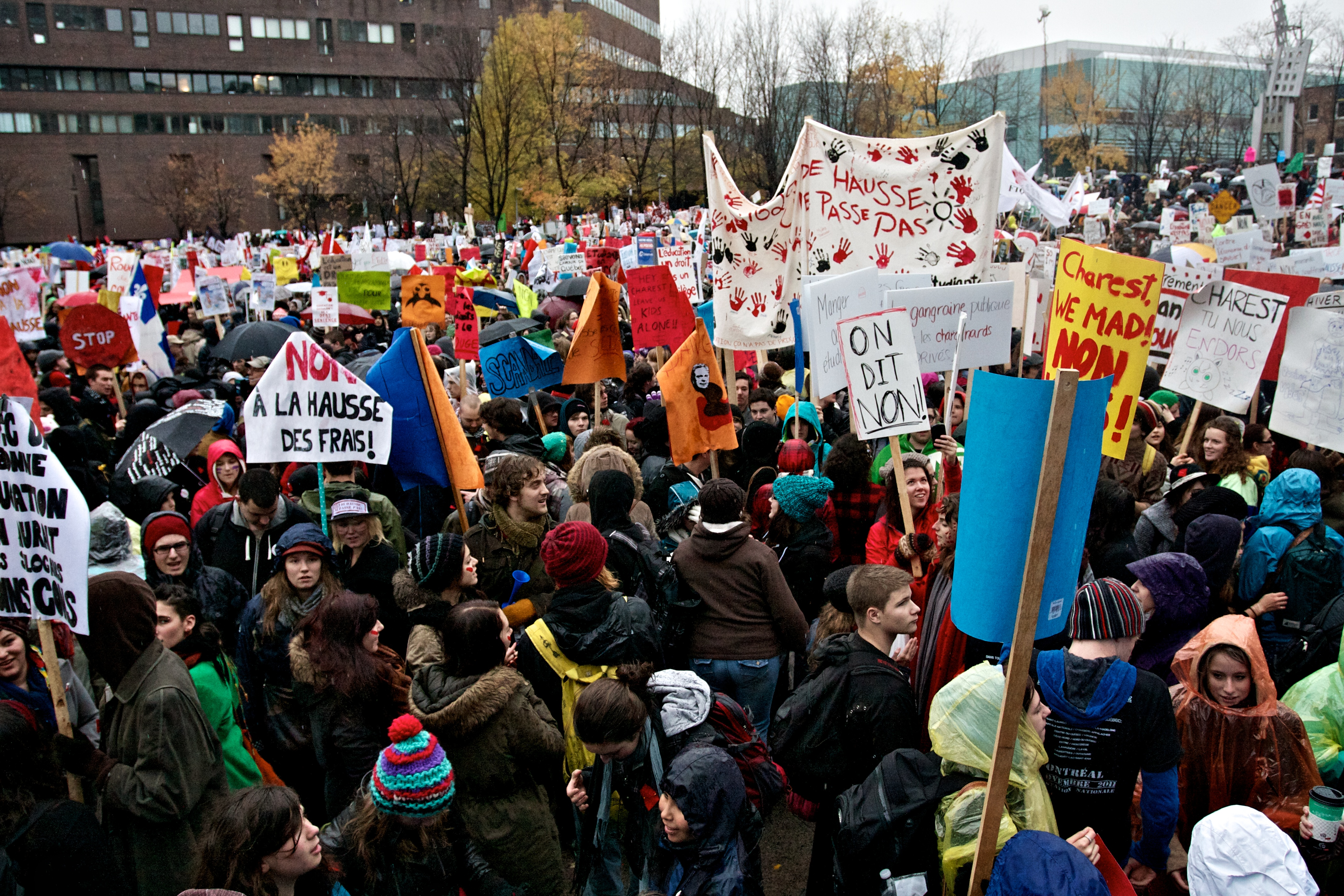
La manifestation étudiante du 10 novembre 2011 est l'une des manifestations qui précèdent la grève de 2012

Le 18 mars 2011, le dépôt du Budget 2011-2012 du Gouvernement du Québec confirme la hausse des droits de scolarité ; il prévoit une hausse des droits de scolarité universitaire de 1 625 $ CAN sur 5 ans à partir de 2012-2013.
Le 21 mars 2011, une soixantaine de délégués de la FECQ perturbent le congrès de la Commission jeunesse du Parti libéral du Québec à L'Île-Perrot.
Le 24 mars 2011, environ 150 étudiants répondent à l'appel de l'ASSÉ pour occuper les bureaux du ministre des Finances Raymond Bachand sur la rue Saint-Antoine à Montréal. L'éviction des manifestants par la Sureté du Québec fait un blessé.
Le 28 mars 2011, entre 100 et 150 membres de la FECQ perturbent un colloque du Parti libéral du Québec à Gatineau.
Le 31 mars 2011, l'ASSÉ appelle à une manifestation à Montréal ; 2 000 étudiants se rassemblent pour protester contre la hausse des frais de scolarité devant les bureaux du premier ministre du Québec sur la rue Sherbrooke. L'escouade tactique du Service de police de la Ville de Montréal intervient pour déloger une vingtaine de manifestants qui se sont introduits dans les bureaux de la Conférence des recteurs et des principaux des universités du Québec (CREPUQ). En plus de cette manifestation, 50 000 étudiants postsecondaires ont voté une journée de grève ce jour-là. Pendant ce temps, à Sherbrooke, le cégep de Sherbrooke annule tous les cours en enseignement régulier pour la journée ; l’établissement est paralysé par une grève étudiante d'un jour.
Le 3 avril 2011, environ 200 étudiants manifestent devant l'hôtel Mortagne à Boucherville où se tient un colloque du Parti libéral du Québec.
La FECQ, en tournée dans les régions du Québec à l'automne 2011, organise des manifestations à Jonquière le 28 septembre, à Rimouski le 3 octobre, à Trois-Rivières le 4 octobre, à Sherbrooke le 5 octobre et à Rouyn-Noranda le 12 octobre.
Le 10 novembre 2011, l'ASSÉ, la FECQ et la FEUQ invitent les étudiants à manifester à Montréal sous la pluie et le froid ; la manifestation rassemble plus de 20 000 personnes à 30 000 personnes. Le défilé débute à 14h45 à la Place Émilie-Gamelin pour emprunter la rue Berri puis la Rue Sherbrooke jusqu'au bureau du premier ministre du Québec à Montréal. En plus de la manifestation, plus de 200 000 étudiants sont en grève cette journée là dans la province pour protester contre la hausse des droits de scolarité. Un rassemblement aussi important n’avait pas été vu depuis la grève générale illimitée de 2005[réf. nécessaire]. L'ASSÉ annonce, via son porte-parole Gabriel Nadeau-Dubois, la possibilité d'une grève générale illimitée à l'hiver 2012.
Le 11 novembre 2011, le gouvernement du Québec procède à l'achat des mots-clés « FECQ », « FEUQ », « ASSÉ », « grève étudiante » et « manifestation étudiante » sur le moteur de recherche Google.
Le 3 décembre 2011 au Collège de Valleyfield, 17 000 étudiants des régions de Québec, de la Montérégie, de Sherbrooke et de Montréal s'associent aux 45 000 membres de l'ASSÉ pour former la Coalition large de l'ASSÉ (CLASSE) une coalition temporaire de lutte contre la hausse des droits de scolarité dans l’optique d'une grève étudiante générale.
Le 23 janvier 2012, la FECQ et la FEUQ évoquent elles aussi considérer le déclenchement d'une grève générale au cours de l'hiver 2012 et planifient une grande manifestation le 22 mars 2012.
Le 27 janvier 2012, une centaine d'étudiants affiliés à la CLASSE bloquent l'entrée des bureaux du MELS de la rue Fullum, à Montréal.
Le 9 février 2012, la CLASSE atteint son plancher de grève générale ; elle annonce qu'une grève générale illimitée étudiante est imminente.

### Début de la grève générale illimitée
Le 7 février 2012, l'association étudiante du collège de Valleyfield est le premier Cégep à officialiser par un vote qu'elle entrera en grève. Le résultat est toutefois serré; 460 voix pour, 448 contre, 1 abstention. La grève à Valleyfield sera déclenchée le 20 février.
Le 13 février 2012, les 500 membres de l'Association des chercheuses et chercheurs étudiants en sociologie et du Mouvement des étudiants et étudiantes en service social de l'Université Laval, affiliés à la CLASSE, amorcent le mouvement de grève générale illimitée dans les cégeps et universités du Québec.
Le 16 février, la ministre de l'Éducation, Line Beauchamp, envoie le mot d'ordre aux administrations collégiales et universitaires de ne pas reconnaître les votes de grève et invite les enseignants à franchir les lignes de piquetage.
Le 16 février, l'association étudiante du Cégep du Vieux Montréal entre en grève, suivi le 20 février, par d'autres associations collégiales, qui viennent grossir les rangs des grévistes, jusqu'à plus de 30 000 grévistes, alors. Le 27 février, de nombreuses autres associations se joignent au mouvement, pour un total d'environ 65 000 étudiants en grève. De plus, environ 8 400 étudiants ont déjà un mandat de grève, qui pourraient entrer en grève entre le 1er et le 5 mars. Parmi eux, une grande part d'étudiants en sciences de l'Université de Montréal (associations de physique, de biochimie, de biologie, de sciences biomédicales, de chimie et de médecine).
Le 2 mars 2012, la FEUQ demande à ses 80 000 membres de débrayer.
Il y a donc grève dans un grand nombre de cégeps, à l'Université du Québec à Rimouski, dans presque toutes les associations de l'UQAM et de nombreuses associations de l'Université de Montréal et de l'Université Laval. Le 29 février, de nombreuses associations entrent en grève ou ont voté pour entrer en grève dès le 1er mars. Le 5 mars 2012, environ 123 300 étudiants sont en grève illimitée et environ 9 500 étudiants ont un mandat de grève illimitée.
Le 15 mars 2012, peu après minuit, 51 % des 3 000 étudiantes et étudiants sur les 10 000 que représente l'Association générale des étudiants de l'Université du Québec à Trois-Rivières (AGE UQTR) réunis en assemblée générale spéciale votent la grève générale illimitée. Une première dans l'histoire de cette association. Plus de 1 000 étudiantes et étudiants de cette association participeront à la manifestation du 22 mars.
Le 21 mars 2012, Line Beauchamp refuse la proposition de médiation faite par Michel Ringuet, recteur sortant, de l'Université du Québec à Rimouski.

#### 22 mars 2012:300 000 étudiantsen grève

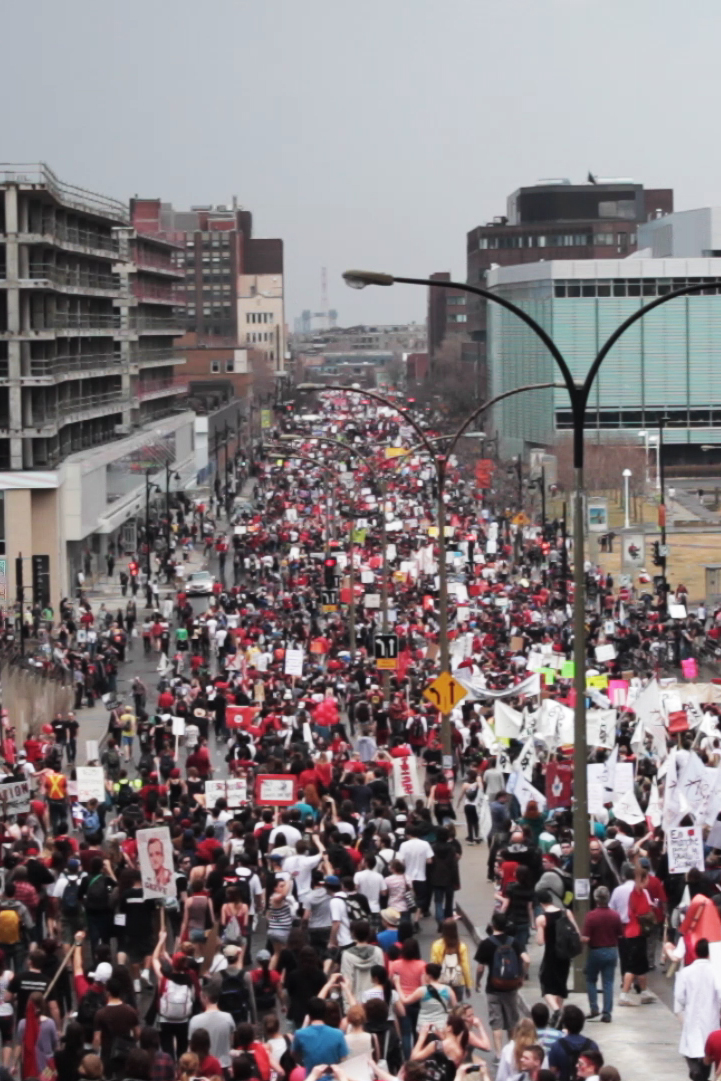
Grande manifestation du 22 mars 2012 sur la rue Berri, à Montréal.

Le nombre d'étudiants en grève a atteint son sommet le 22 mars 2012 : il y avait alors entre 300 000 et 310 000 étudiants en grève (sur un total d'environ 400 000,,). Cependant, plusieurs de ces étudiants étaient en grève limitée, pour participer à la manifestation nationale du 22 mars. Certaines écoles secondaires, comme l'Académie de Roberval, l'école secondaire Antoine-de-Saint-Exupéry, l'école secondaire Marguerite-De Lajemmerais, le collège international Saint-Louis, l'école secondaire Joseph-François Perrault et l'école secondaire Paul-Gérin-Lajoie-D'Outremont ont voté en faveur d'une annulation des cours en après-midi afin de revendiquer leur appui aux étudiants collégiaux et universitaires.
La manifestation étudiante du 22 mars 2012 a rassemblé entre 100 000 et 200 000 étudiants et membres de la société civile, s'opposant à la hausse des frais de scolarité prévue par le gouvernement de Jean Charest au centre-ville de Montréal. Elle avait comme point de départ la Place du Canada et se terminait sur la Place Jacques-Cartier dans le Vieux-Port où les leaders étudiants ont tenu plusieurs discours.
La manifestation a surpris les observateurs par son ampleur. La dernière manifestation à avoir regroupé autant de personnes était celle contre la guerre en Irak[réf. nécessaire]. Selon plusieurs commentateurs (éditorialistes, analystes, personnalités publiques, politiciens), cette manifestation a démontré que la jeunesse québécoise est, d'une part, plus mobilisée que d'aucuns le pensaient auparavant et, d'autre part, que les revendications portées par ce mouvement s'inscrivent dans un mouvement historique beaucoup plus large[réf. nécessaire]. La manifestation du 22 mars a été signalée dans les médias internationaux et pour certains observateurs hors-Québec, ce rassemblement signalait au reste du monde que le Québec se joignait aux autres mouvements de dénonciation des injustices ayant lieu dans les pays arabes, en Europe et ailleurs dans le monde[réf. nécessaire].
La semaine suivante, plusieurs associations étudiantes votent une grève générale illimitée, jusqu'à ce que le gouvernement fasse une offre et/ou ouvre une table de négociation avec les étudiants. Auparavant, les mandats de grève des cours devaient être reconduits de façon hebdomadaire, lors d'Assemblées Générales Extraordinaires (AGE). Les étudiants montrent ainsi leur détermination et le durcissement de leurs positions.

#### Poursuite des moyens de pression

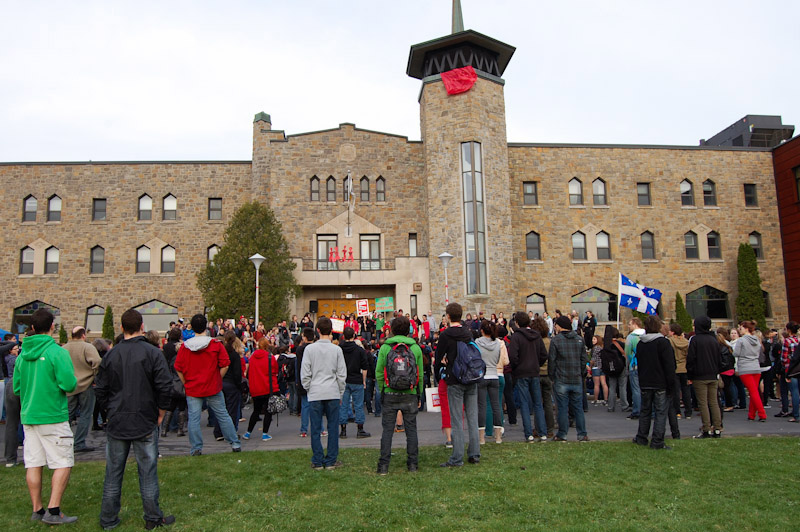
Piquet de grève érigé devant l'entrée du Cégep Saint-Jean-sur-Richelieu le 14 avril 2012.

Le 27 mars 2012, 2 335 professeurs signent le Manifeste des professeurs contre la hausse. Le 28 mars 2012, la ministre de l'éducation Line Beauchamp réitère l'intention du gouvernement d'augmenter les frais de scolarité lors d'une séance de l’Assemblée nationale du Québec. Le 29 mars 2012, le gouvernement Charest fait l'annonce d'un régime de remboursement de prêts étudiants proportionnel au revenu pour l'automne 2012. Le même jour, après avoir rejeté toutes négociations avec les étudiants, le gouvernement Charest annonce son intention de discuter de l’accessibilité aux études à condition qu'il ne soit pas question de la hausse des droits de scolarité.
Le 2 avril 2012, à la suite d'une résolution unanime du conseil d'administration, le Collège Montmorency annule sa session d'été. Les membres du conseil saluent « l'implication citoyenne du mouvement étudiant » et invitent le gouvernement Charest « à ouvrir le dialogue » avec les fédérations étudiantes. Le 12 avril 2012, 500 professeurs d'université, dont Gérald Larose, Michel Seymour, Yvon Rivard, Georges Leroux et Daniel Turp, signent une lettre d'appuis aux étudiants opposés à la hausse des droits de scolarité. Le 13 avril 2012, la coalition des « Profs contre la hausse » réunit plus d'un millier de signatures d'enseignants demandant la démission de la ministre de l'éducation, Line Beauchamp. Le 14 avril 2012, la CLASSE organise la manifestation « Pour un printemps québécois » le jour du neuvième anniversaire de l'élection du Parti libéral du Québec. En plus des étudiants, elle rassemble également des parents, des enfants, des retraités, des professeurs, et des membres d'organisations s'opposant à la tarification des services publics. La CLASSE entendait inviter la population « à la mobilisation citoyenne contre les gouvernements de Québec et d'Ottawa ».

### Vers un conflit social

#### Affrontements en marge du Salon Plan Nord
« À ceux qui frappaient à notre porte ce matin, on pourrait leur offrir un emploi, et dans le Nord autant que possible [...]. »

— Jean Charest, premier ministre du Québec à propos des manifestants contre le Salon Plan Nord

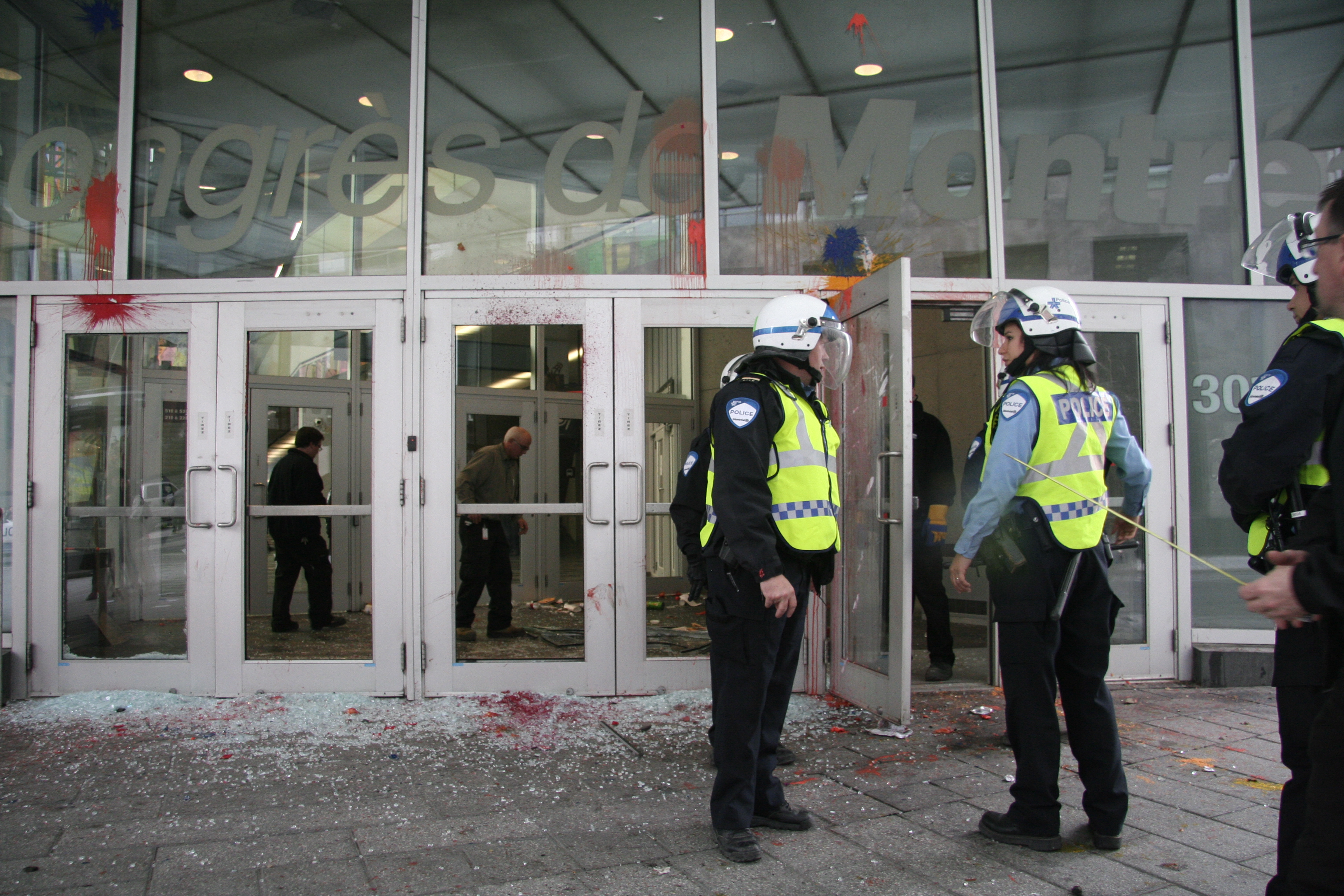
Vitres brisés lors de la manifestation contre le Salon Plan Nord au Palais des congrès de Montréal.

Le 20 avril, la tension monte lors de la manifestation pour l'ouverture du Salon « Plan Nord », au Palais des congrès de Montréal. La manifestation, placée sous le slogan « Le 20 avril, annulons le Salon Plan Nord. Non à la gratuité minière! Oui à la gratuité scolaire! » regroupera plusieurs centaines de personnes, dont plusieurs organismes et syndicats,.
La CSN, dont les membres sont présents, condamnera les agissements policiers. La Sureté du Québec sera éventuellement déployée pour contrer les actes de vandalisme qui surmenaient le SPVM. Alors que policiers et manifestants s'affrontent à l'extérieur, Jean Charest tourne ses opposants en dérision, disant « à ceux qui frappaient à notre porte ce matin, on pourra leur offrir un emploi, dans le Nord autant que possible ». Sa blague sera immédiatement condamnée par les associations étudiantes ainsi que les partis d'opposition à l'Assemblée nationale. L'évènement fera naître un nouveau slogan contestataire fréquemment repris lors de manifestations ultérieures: « Charest, dehors! On va te trouver une job dans l'Nord ». Près de 90 personnes seront arrêtées au terme des deux journées d'affrontements.

#### Première offre globale et début des manifestations nocturnes
Durant la semaine du 23 avril ont lieu des discussions entre représentants étudiants et délégués gouvernementaux pour abaisser les tensions. Invoquant des incidents lors d'une manifestation le 20 avril à Montréal, la ministre Beauchamp exclut la CLASSE des pourparlers. En réaction, les leaders de la FEUQ de la FECQ et de la TaCEQ suspendent les discussions avec le gouvernement. Cette décision ministérielle provoque la colère des étudiants et fera naître une série de trois manifestations nocturnes les 24, 25 et 26 avril baptisées « Ostie de grosse manif de soir ». La manifestation du 24 avril sera marquée par d'autres actes de vandalisme, commis par un petit groupe d'un Black Bloc, qui mèneront à de nouvelles arrestations[réf. nécessaire]. Néanmoins, les marches se sont déroulées pour la plupart dans le calme.
Le vendredi 27 avril à 11 heures, Jean Charest convoque les médias en conférence de presse pour divulguer l'offre faite aux étudiants. La proposition comprend l'étalement des hausses sur 7 ans, mais accrues d'une indexation. Cela représente une hausse de 255 $ par année plutôt que 325 $. Le gouvernement a aussi annoncé un élargissement de l'accès aux prêts et bourses, ce qui comprend un investissement de 39 millions de dollars en bourses, la création d'un système de Remboursement proportionnel au revenu (RPR) et l'instauration d'un Conseil provisoire chargé de surveiller la gestion des universités. L'impact de la hausse sur l'accessibilité devrait aussi être vérifié périodiquement. Selon le fiscaliste Luc Godbout, cette offre globale est largement avantageuse pour les étudiants pauvres ou issus de la classe moyenne, puisque les premiers auront, toutes dépenses calculées, plus d'argent que dans l'ancien système et que les seconds auront davantage droit à un prêt.
Accueillie froidement par les représentants de la FECQ, de la FEUQ et de la CLASSE, cette offre motive la poursuite des manifestations nocturnes dans les rues de la métropole québécoise. Dans la soirée du 27 avril, des milliers d'étudiants manifestent sous le thème « C'est pas une offre, c'est une insulte! ». Le 30 avril, une septième manifestation nocturne consécutive rallie de 8 000 à 10 000 personnes sous le thème d'un « carnaval nocturne »; les participants sont déguisés et pacifiques. Une autre a également lieu le même jour : la « manifestation lumino-silencieuse », qui se déroule en silence. […] Pour un neuvième soir de suite à Montréal, le 2 mai, la marche se déroule dans la calme, les manifestants se dirigent vers la résidence privée du premier ministre, où ils font un sit-in, plusieurs déguisés richement, pour montrer la dérision de la situation. Leur principal slogan : « Manif chaque soir, jusqu'à la victoire ». Ce jour-là, le ministre des Finances, Raymond Bachand, déclarait compter sur les élections plutôt que sur des discussions pour régler le conflit, toute négociation étant selon lui impossible. Le 3 mai, une dixième manifestation nocturne a lieu, certains manifestants sont déguisés en zombies, d'autres sont presque nus, plusieurs se rendent jusqu'à la résidence du maire de Montréal, qui voudrait leur interdire le port de masques.
Ces manifestations continuent de se dérouler chaque soir à Montréal,,,. Regroupant 10 000 personnes, la vingt-cinquième d'entre elles se tient le 18 mai, quelques heures seulement après l'entrée en vigueur de la loi 78, destinée à mettre fin à la session scolaire et à encadrer les manifestations. Le même jour, le Conseil municipal de Montréal amende le Règlement sur la prévention des troubles de la paix, de la sécurité et de l’ordre publics, et sur l’utilisation du domaine public, communément désigné comme le Règlement P6. Les amendements adoptés font passer de 100 à 500 dollars l'amende minimale en cas d'infraction, auxquelles s'ajoutent l'interdiction du port du masque en manifestation.
La ville de Québec, elle aussi, tient des manifestations nocturnes quotidiennes, à partir du 30 avril. Initialement organisées par la TaCEQ, ces manifestations débutent chaque soir devant l'édifice de l'Assemblée nationale et se font par la suite à l'initiative des manifestants, sans toutefois que des organisateurs ne s'y associent directement. Au 9 juin, à Québec, le compte en est de 39 manifestations consécutives. La manifestation nationale du 22 juin 2012, la 52e consécutive à Québec, est d'emblée déclarée illégale puisque ses quelques centaines de participants décident de ne pas en révéler d'avance le trajet aux policiers.

#### Conseil général du Parti libéral à Victoriaville

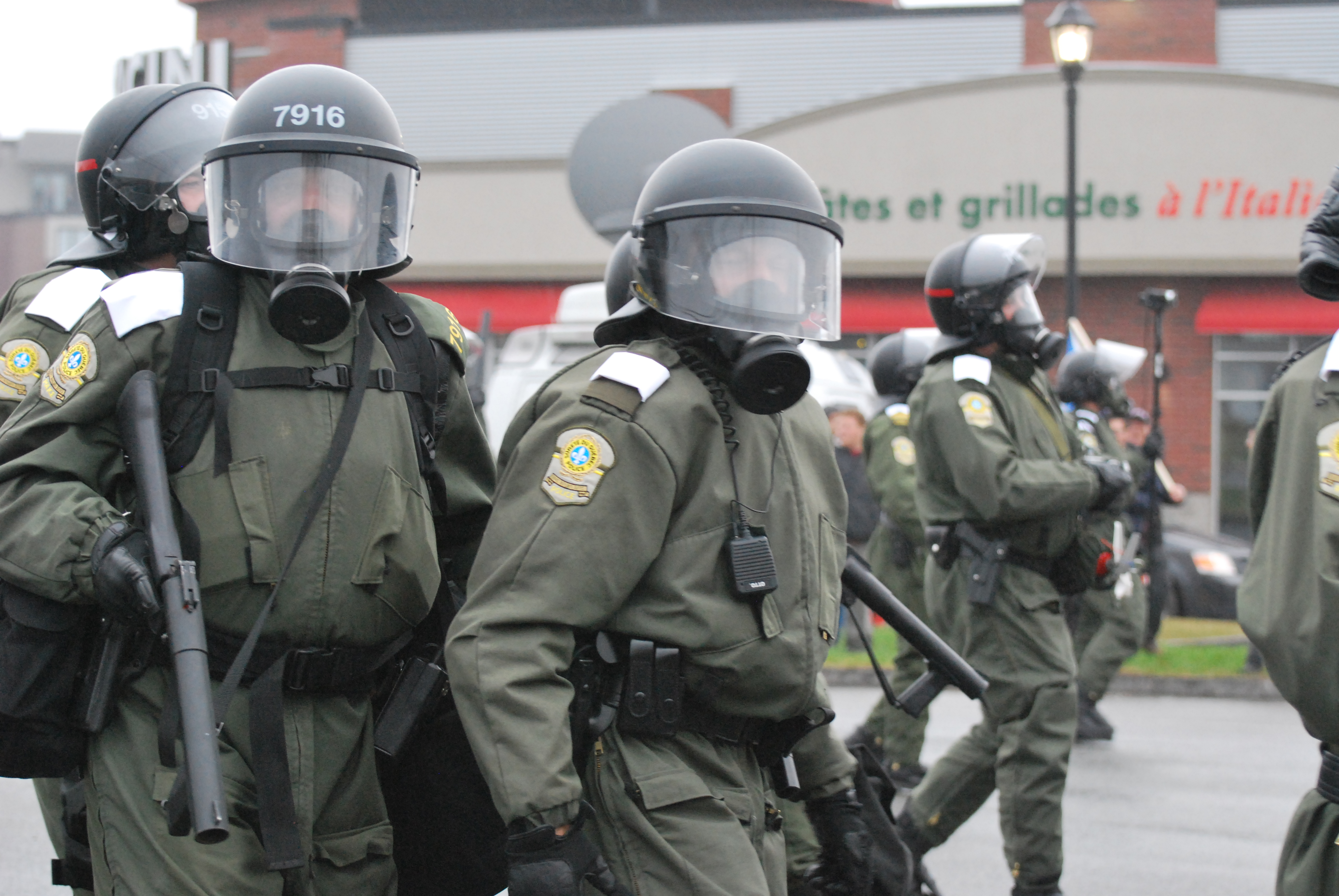
Policiers de l'escouade anti-émeute de la Sûreté du Québec à Victoriaville le 4 mai 2012.

En raison des manifestations quotidiennes à Montréal, le Parti au pouvoir décide de déplacer à Victoriaville, son Conseil général s'ouvrant le vendredi 4 mai 2012, qui devait se tenir à Montréal. Peu avant l'ouverture du Conseil, le gouvernement Charest décide de convoquer, à Québec, les représentants des quatre groupes d'associations d'étudiants, les chefs des centrales syndicales, les recteurs d'université et de la fédération des cégeps, avec le négociateur en chef du gouvernement ainsi que les ministres Line Beauchamp et Michelle Courchesne, pour conclure une entente de principe visant un retour à la normale. Les représentants entament des pourparlers en fin d'après-midi.
Au même moment, à Victoriaville, plusieurs dizaines d'autobus remplis de manifestants se rendent sur place, à environ un à deux kilomètres du palais des congrès. Les manifestants marchent jusqu'à ce lieu où se tenait le Conseil et, moins d'une heure après le début des manifestations, il y a des affrontements entre des manifestants et l'escouade anti-émeute de la Sûreté du Québec (SQ). — Les négociations à Québec sont alors brièvement interrompues pour permettre aux leaders étudiants de lancer un appel au calme, avec diffusion immédiate jusque sur les réseaux sociaux de l'Internet. Les affrontements font plusieurs blessés, incluant 3 policiers. Deux manifestants blessés reposent dans un état critique à l'hôpital, dont un étudiant qui perd l'usage d'un œil.
Quelques jours plus tard, deux partis d'opposition, Québec solidaire et le Parti québécois, réclament, en vain, la tenue d'une enquête publique indépendante sur le comportement policier lors de la manifestation de Victoriaville. Le ministre de la sécurité publique, Robert Dutil, leur réplique de s'en remettre au Commissaire à la déontologie policière,,.

#### Rejet de l'entente de principe et démission de la ministre de l'Éducation
Le samedi 5 mai, après 22 heures consécutives de négociation, les représentants des différents groupes en viennent à une entente de principe, qui stipule que la hausse des « droits de scolarité » s'applique, mais que si des coupures dans les « droits afférents » (frais institutionnels obligatoires) ont lieu, cela pourrait laisser inchangé le total de la facture à payer par les étudiants. À cette fin, l'entente prévoit la création d'un Conseil provisoire des universités (CPU), pour étudier la possibilité de sabrer dans les dépenses universitaires avant 2013. Cette entente est plutôt perçue par les leaders étudiants non pas comme une entente officielle mais comme une « feuille de route » à soumettre au vote libre des différentes associations étudiantes, de sorte que la grève générale illimitée reste en cours jusqu'à nouvel ordre. En outre, le négociateur de la CLASSE aurait signé la version finale de l'entente sans la lire intégralement et sans consulter le reste de son comité de négociation. Cet acte aurait provoqué la colère des autres négociateurs de sa formation.
De son côté, la partie gouvernementale adopte un ton jugé triomphaliste, proclamant que, par l'entente obtenue, le « Québec maintient intégralement les hausses » puis le premier ministre, Jean Charest, tient les étudiants responsables de la durée du conflit. Plusieurs étudiants sur les réseaux sociaux disent que l'entente de principe est une « arnaque » et une « grossièreté ». Tous les signes laissent donc présager que l'« offre » sera rejetée par les étudiants,. L'impasse est confirmée en moins d'une semaine : les assemblées de chacune des quatre associations rejettent la proposition,. Alors, la ministre de l'Éducation, Line Beauchamp, se dit prête à ajouter des précisions à l'entente mais « veut éviter que les gestes qu'elle pose soient perçus comme un « recul » par l'opinion publique », ajoutant (en maintenant la demande monétaire gouvernementale) que « personne n'a à abandonner ses revendications pour autant ». — Tout est à reprendre, mais en mieux, vraisemblablement après un gel immédiat des droits de scolarité,. Un gel d'au moins deux ans?
Au milieu de l'après-midi du lundi 14 mai 2012, à la 14e semaine de grève étudiante, la ministre de l'Éducation et vice-première ministre du Québec annonce sa démission de la vie politique. De son propre aveu, elle espère que cette décision « servira d'électrochoc » en vue de régler le conflit étudiant. Dans la matinée, elle avait tenu une conférence téléphonique avec les leaders et porte-parole des quatre groupes d'associations étudiantes, sans leur annoncer le moindrement cette issue. Élue depuis quinze ans, dont dix ans au pouvoir, elle avait décidé depuis longtemps de ne pas se présenter aux prochaines élections. Son départ précipité ne laisse plus que 4 sièges d'avance (63 contre 59, car un 3e des 125 sièges devient ainsi vacant) au gouvernement du parti Libéral, cela en comptant le président Jacques Chagnon (au vote rare mais prépondérant, en cas d'égalité des voix) et un ministre, Yvon Vallières, en convalescence. Elle quitte en se réclamant de la ligne dure (électoralement rentable, d'après le dernier sondage), et en dénonçant la rigidité des étudiants quand, le matin même, « au cours de son ultime coup de fil aux associations, elle était même prête à discuter d'un moratoire sur la hausse des droits de scolarité, tout en sachant que cette solution n'aurait pas passé facilement, tant au Conseil des ministres qu'au caucus des députés libéraux ». En réalité, c'est pour témoigner de sa fidélité au chef et maintenir l'image de bonne entente régnant à l'intérieur du parti, qu'elle fait en démissionnant sa longue déclaration mûrement réfléchie. Les représentants des étudiants réagissent froidement à cette démission :
Moins de deux heures s'écoulent après l'annonce de cette démission et Michelle Courchesne est assermentée pour revenir à la tête de ce ministère et devenir vice-première ministre, tout en restant présidente du Conseil du Trésor. Sitôt assermentée, la nouvelle ministre s'empresse de convoquer les leaders étudiants (de la FEUQ, la FECQ, la CLASSE et la TaCEQ) à une rencontre le lendemain, mardi, à 18h à Québec, « pour faire le point » et déclare qu'elle convoquera de même, à part, les représentants des institutions concernées (universités et des collèges), disant qu'elle fera « un rapport complet très rapidement au gouvernement ».
Il semble d'abord que les « faucons » ne sont pas d'avance assurés qu'une ligne très dure prévaudra car, lors du marathon de négociations, deux semaines auparavant, Mme Courchesne était « la ministre-au-bord-de-la-crise-de-nerfs », même plus conciliante que Mme Beauchamp. D'ailleurs, aucune loi spéciale ne peut forcer des étudiants (non salariés et insolvables) à rentrer et, si de fortes amendes étaient imposées à leur association, ils n'auraient qu'à la déclarer en faillite, puis à se ré-associer autrement, sous un autre nom.
Cependant, le lendemain matin de cette assez brève rencontre avec les étudiants (moins de deux heures), Mme Courchesne déclare, sans étayer ses affirmations, que le conflit est dans une impasse et que la position des leaders étudiants a « durci ». Le gouvernement, toujours résolu coûte que coûte à maintenir les hausses, était décidé à imposer une loi spéciale, déjà esquissée depuis plusieurs jours, bien avant la démission de l'ex-ministre de l'Éducation Line Beauchamp. Le Conseil des ministres en a révisé le projet, le mercredi 16 mai, afin d'en obtenir l'adoption imminente par l'Assemblée nationale.
Le Barreau du Québec, par communiqué, exhorte le gouvernement du Québec à ne pas adopter de loi spéciale pour régler le conflit avec les étudiants et demande à toutes les parties et aux citoyens « de respecter toutes les composantes de la primauté du droit », estimant qu'un climat propice à la sortie de crise exige d'accorder « une nouvelle chance aux pourparlers ».

### Sanction du projet de loi 78

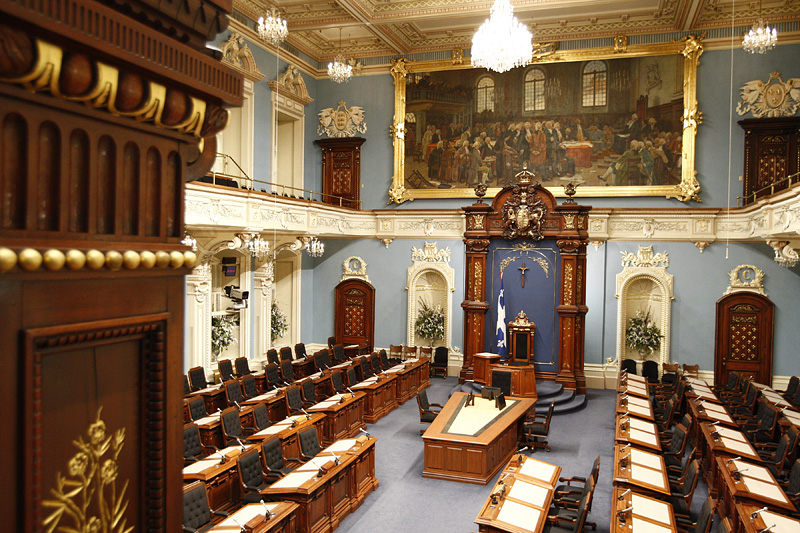
Le projet de loi 78 est adopté par l'Assemblée nationale du Québec à 64 contre 41 le 18 mai 2012

Le 18 mai 2012, après environ 20 heures de débats, l'Assemblée nationale du Québec sanctionne le projet de loi 78, intitulée Loi permettant aux étudiants de recevoir l'enseignement dispensé par les établissements de niveau postsecondaire qu'ils fréquentent.

### Poursuite de la grève et opposition à la loi spéciale

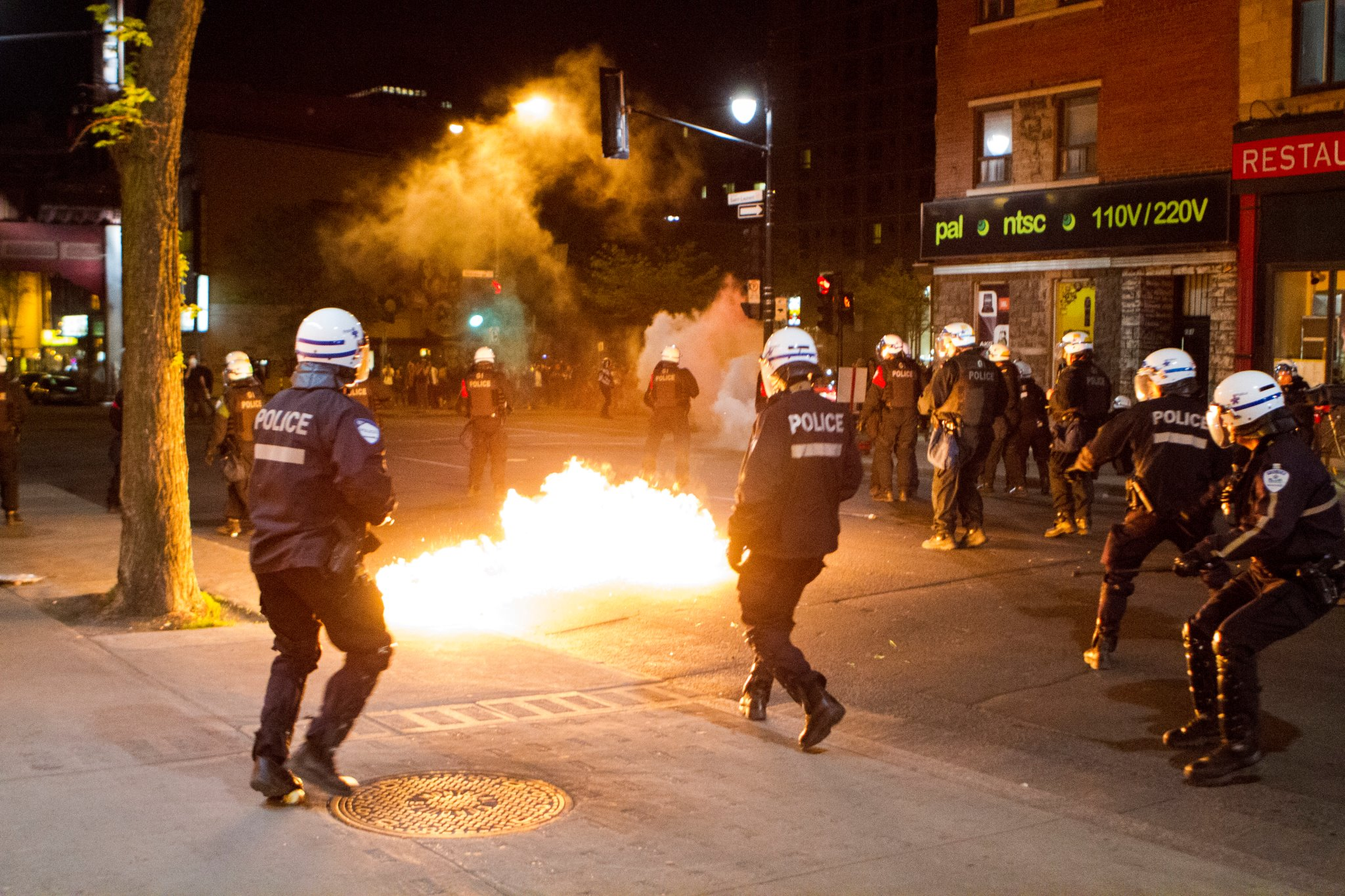
Cocktail Molotov lancé sur la chaussée, angle du boulevard René-Lévesque et de la rue Saint-Laurent, à Montréal, le 18 mai 2012.

Le vendredi soir du 18 mai, début d'une longue fin de semaine pour plusieurs (se terminant par un congé férié et chômé le lundi, Journée nationale des patriotes), quelques heures après l'entrée en vigueur de la loi 78, des manifestations ont lieu dans plusieurs villes, dont à Québec, Gatineau, Sherbrooke, Trois-Rivières, Rimouski et, pour la 25e soirée d'affilée, à Montréal,. À la grande marche pacifique de Montréal, plusieurs manifestants portent des masques derrière la tête… car, dans la journée, un nouveau règlement municipal (P-6) y fut adopté, qui prohibe le port de masques dans les manifestations. La loi 78 n'est pas encore appliquée. Vers 22 h, la manifestation de Montréal est déclarée illégale par la Police de Montréal, à la suite d'actes criminels : Selon la police des cocktails Molotov aurais été lancés sur des policiers.
« Tous les soirs, jusqu'à la victoire » : le slogan principal reste le même à Montréal, le samedi soir 19 mai, premier jour d'application de la très récente loi 78, où la police dicte déjà le trajet et déclare « illégale » (pour « itinéraire non fourni d'avance »), dès 21h05, la marche d'environ 5 000 personnes, tout en la tolérant, puis procède à 69 arrestations, depuis le coup de minuit (pour, notamment, agressions armées, voies de fait sur des policiers, destruction de pare-brise de voitures de patrouille, déplacement et incendie de cônes orange…). Le propriétaire d'un bar de la rue Saint-Denis songe à poursuivre le Service de police de la ville de Montréal pour une intervention musclée sur sa terrasse (conséquences pour lui : quelques milliers de dollars en chiffre d'affaires perdu par notes impayées et en réparations de toutes sortes…). — À Québec, la marche de centaines de personnes n'a pas créé d'incident, ce soir-là.
L'adoption du projet de loi 78 entraine des représailles du collectif Anonymous, par son « Opération Québec », consistant à attaquer des sites des autorités impliquées, par déni de service ou par saturation de boîte aux lettres électronique. Anonymous a revendiqué les attaques informatiques qui ont mis en panne, le week-end du 19 mai 2012, les sites internet de l'Assemblée nationale, de la Sécurité publique, de la Déontologie policière, du Parti libéral du Québec, du Service de police de la Ville de Montréal, du ministère de l'Éducation et de l'Aide financière aux études.Le collectif menace de s'attaquer au Grand Prix de Montréal, qui se tient du 7 au 12 juin 2012, tout comme ce fut le cas lors du Grand Prix de Bahreïn,.
La 27e manifestation nocturne d'affilée à Montréal, le dimanche 20 mai, a donné lieu à plus de 305 arrestations, incluant celles de passants ou de spectateurs pris en souricière, et fait une dizaine de blessés, dont un homme gravement atteint à la tête, tout cela dans des chassés-croisés de marcheurs et de vandales contre des policiers municipaux ou (comme la veille) provinciaux. À Québec, c'est après la manifestation qu'une trentaine de personnes furent arrêtées, peu avant minuit ce jour-là.
À Montréal, la 28e manifestation nocturne consécutive, le lundi 21 mai, s'avère aussi illégale que les trois précédentes (car leur itinéraire ne fut pas pré-divulgué) mais tolérée, car plutôt pacifique, et avec deux seules arrestations, aucune avant minuit,. Celle de la ville de Sherbrooke, par contre, se termine avec 36 arrestations au bilan de minuit, mais pas encore en vertu de la loi 78, malgré une première annonce dans ce sens,.

#### Centième jour de grève, 22 mai 2012
Le 22 mai 2012 à la grandeur du Québec, c'est le 100e jour de la grève étudiante. Pour le souligner, plusieurs manifestations ont été organisées dans les plus grandes villes de la province, afin de revendiquer une table de négociation avec le gouvernement et pour dénoncer la hausse des droits de scolarité ainsi que l'adoption de la récente loi d'exception 78. D'ailleurs, le thème en est : « 100 jours de grève. 100 jours de mépris. 100 jours de résistance. ». En France et aux États-Unis, notamment, des rassemblements sont organisés pour soutenir, ce même jour, la cause étudiante québécoise.

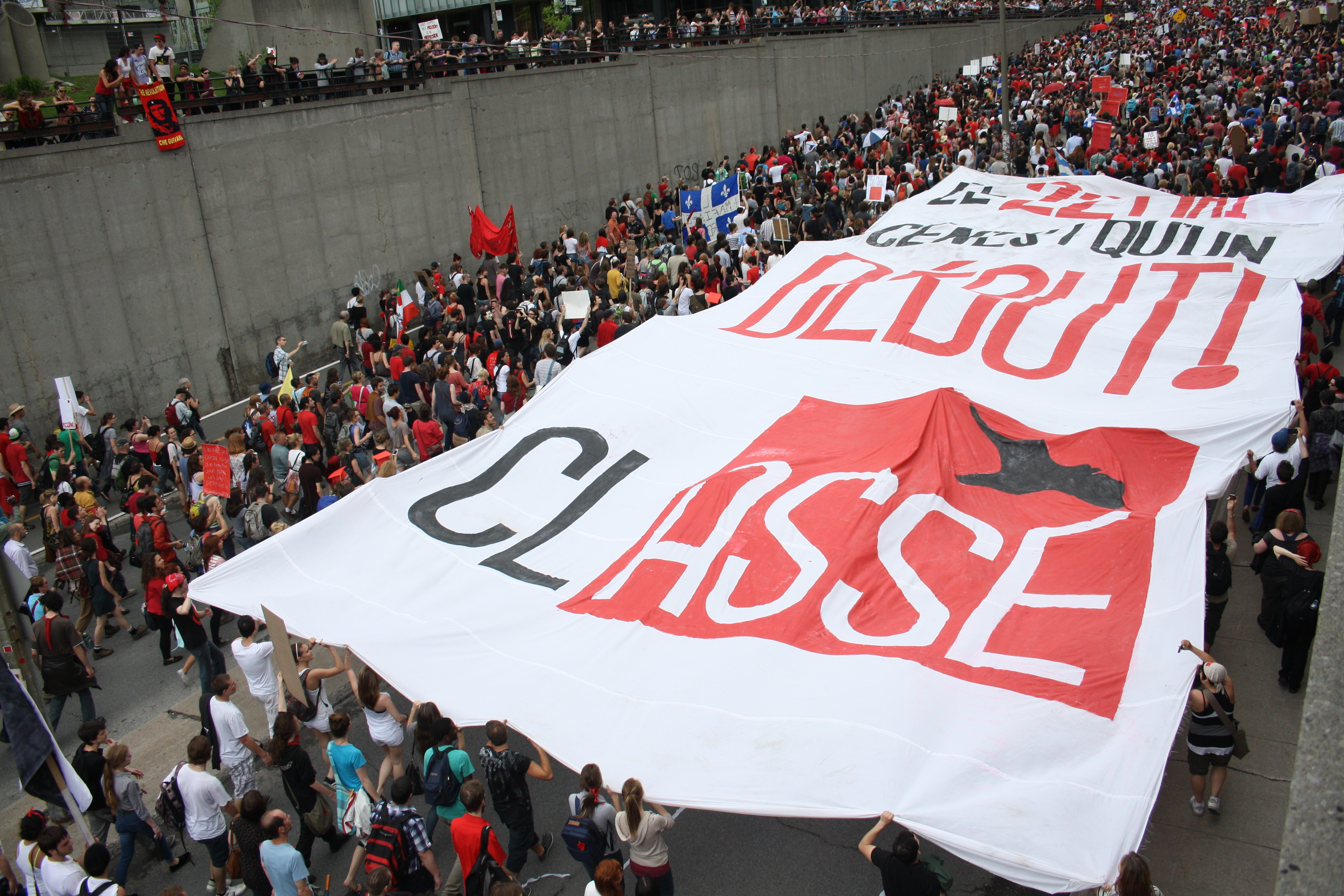
Bannière de la CLASSE lors de la manifestation du 22 mai 2012 à Montréal.

En plus de manifestations locales, de jour ou de soir, à Sept-Îles, Matane, Sainte-Anne-des-Monts, Bonaventure, Gaspé, Îles-de-la-Madeleine… des manifestants arrivent à Montréal, avant 14h, des quatre coins de la province : Rimouski, Québec, Sherbrooke, Gatineau… L'évènement de jour, dans la métropole, est organisé par la Coalition large de l'ASSÉ (CLASSE). En soutien à celle-ci, la Fédération étudiante universitaire du Québec (FEUQ), la Fédération étudiante collégiale du Québec (FECQ), la Table de concertation étudiante du Québec (TaCEQ), le Syndicat canadien de la fonction publique (SCFP), la Confédération des syndicats nationaux (CSN) et la Fédération des travailleurs et travailleuses du Québec (FTQ) ont invité également leurs membres à participer au rassemblement. L'itinéraire de la marche prévu par ces dernières organisations (conforme aux dispositions de la loi 78) est celui-ci : à partir de la Place des Festivals, les manifestants empruntent la rue Jeanne-Mance vers le nord, la rue Sherbrooke vers l'est, l'avenue du Parc-Lafontaine vers le nord, la rue Rachel vers l'est, pour ensuite entrer dans le parc Lafontaine. Dans un point de presse le matin du 22 mai 2012, Léo Bureau-Blouin, président de la FECQ, demande aux manifestants de respecter le trajet remis aux policiers et qui a été fixé par la FECQ, la FEUQ et l'Alliance sociale. Malgré cela, à l'embouchure de la rue Sherbrooke, la manifestation suit le trajet prévu par la CLASSE, défiant ainsi la loi 78 puisque le trajet n'avait pas été fourni. Environ 250 000 personnes y participent malgré le temps pluvieux.
Après la manifestation monstre de l'après-midi, la 29e manifestation nocturne de mardi soir le 22 mai est abruptement réprimée à coups de matraques, de boucliers et de bombes assourdissantes, et donne lieu à 113 arrestations, dont notamment pour port de masque.
Par ailleurs, le mouvement québécois reçoit, ce même 22 mai, des appuis de plusieurs endroits au Canada et à l'étranger. En plus des manifestations soulignant la 100e journée de la grève étudiante québécoise organisées à Vancouver, à Calgary et à Toronto, des étudiants de l'Université de la Ville de New York (CUNY) tiennent un rassemblement devant les bureaux de la délégation générale du Québec, située au Rockefeller Plaza.
Sur la côte ouest du Canada, à Vancouver, plus de 400 étudiants et supporteurs de l'éducation publique se rassemblent, en bravant la pluie, pour la gratuité scolaire, la fin de l'endettement étudiant et pour résister aux lois anti-démocratiques du gouvernement québécois. Ils se rencontrent devant le Vancouver Art Gallery et marchent à travers le centre ville durant l'heure de pointe. Une manifestation de soutien — Rassemblement contre l'état d'exception au Québec — a lieu également en fin de journée, devant la fontaine Saint-Michel de Paris, le 22 mai 2012 et rassemble près de 300 personnes,.

#### Arrestations massives

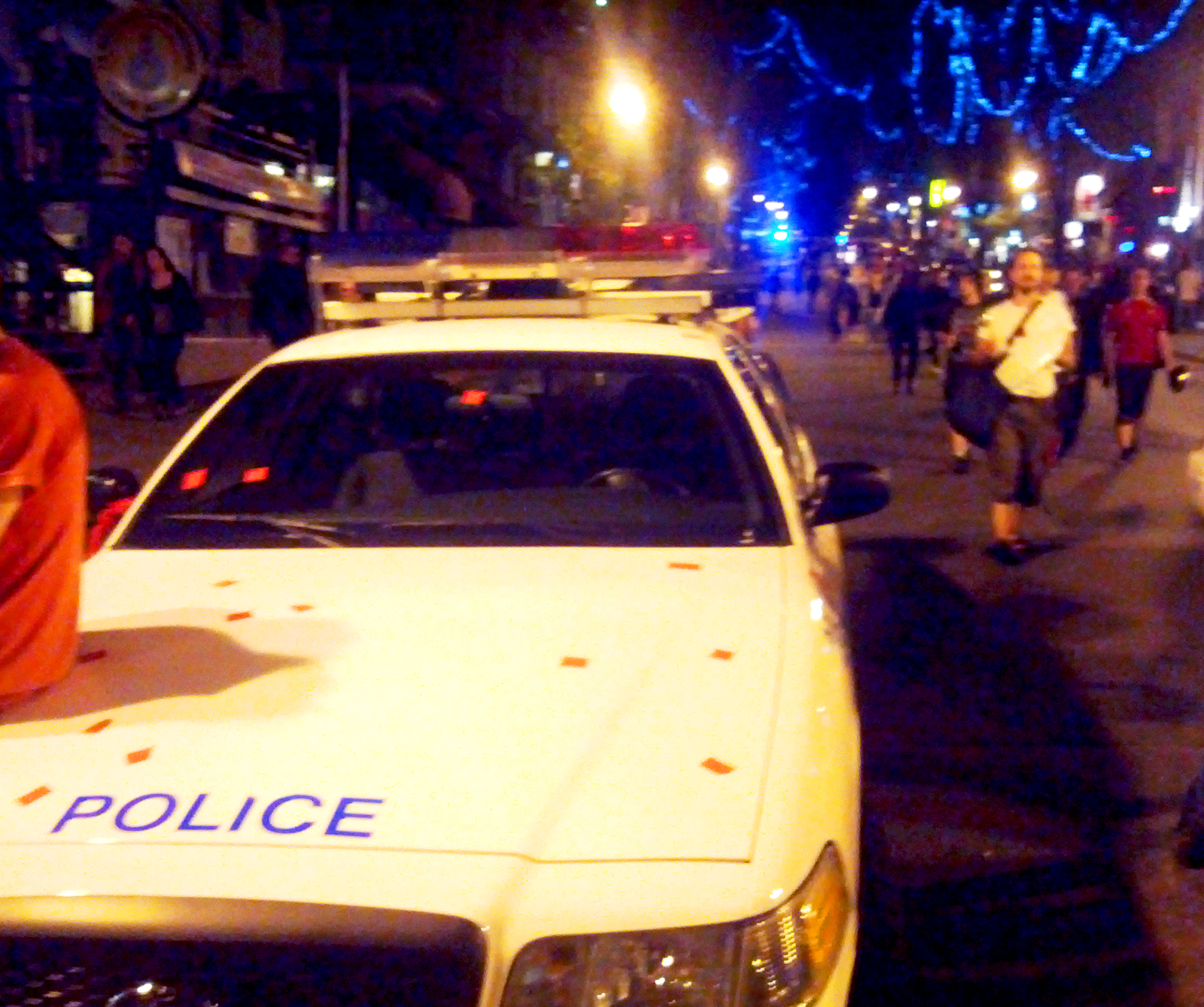
Voiture du SPVM décorée de carrés rouges après une arrestation de masse dans la nuit du 23 au 24 mai, à Montréal.

Le mercredi 23 mai 2012, la ministre de l'Éducation, Michelle Courchesne, se dit prête à continuer les discussions avec les associations d'étudiants, mais en excluant tout moratoire. En soirée, à Montréal, la 30e manifestation nocturne d'affilée est illégale, avant même de commencer, mais est tolérée tant qu'aucun acte criminel n'est commis. Tout est pacifique mais, après minuit, 518 personnes sont arrêtées selon les règlements municipaux (et pas encore selon la loi 78), écopant chacune d'une contravention de 634 $ CAN, certaines d'entre elles ayant lancé des projectiles (dont des pierres, des pièces pyrotechniques…) aux policiers.
À Québec, le même soir, la police effectue 176 arrestations. La manifestation débute pacifiquement réunissant plus de 400 personnes dans le quartier St-Jean-Baptiste, mais est illégale, car les marcheurs refusent de communiquer d'avance leur parcours aux policiers de la ville, qui la tolèrent puis mettent fin à l'attroupement vers minuit dans le secteur de la rue Saint-Jean. Ils appliquent une contravention de 496 dollars à chaque contrevenant, non pas selon la loi 78 (ce serait entre 1 000 et 5 000 $ CAN), mais selon le code de la sécurité routière du Québec, pour avoir bloqué la rue en s'y assoyant,.

#### Grand Prix automobile du Canada et manifestations estivales
Le 30 mai sont mises en ligne les informations personnelles de personnes ayant acheté en ligne des billets pour le Grand Prix.
Le jeudi 7 juin 2012 au soir, débutent les premières actions de perturbations du Grand Prix automobile du Canada, lors du cocktail d'ouverture. C'est la Convergence des luttes anticapitalistes, Montréal (CLAC), un groupe anticapitaliste, qui lance ce bal de perturbations. La manifestation, d'abord pacifique, est prise en souricière par les forces du SPVM quelque 30 minutes plus tard. Après environ une heure de détention et quelques arrestations ciblées, la foule se fait ordonner de se disperser par le commandant, qui précise que la manifestation est illégale. Fait à noter, la manifestation est toujours encerclée par les policiers de l'unité antiémeute. Après quelques instants, la voie se libère et la manifestation se poursuit vers l'est de la ville. Des affrontements entre policiers et manifestants éclatent alors en marge de ce Festival Grand Prix sur Crescent, sur la rue Crescent, dans le centre-ville de Montréal. Le même soir, la grande « maNUfestation » et la 45e manifestation nocturne montréalaise convergent en un groupe d'environ 2 000 manifestants dans le centre-ville.
Les soirées du 8 et 9 juin se déroulent dans l'agitation aux alentours des quadrilatères adjacents à la rue Crescent. Des altercations entre festivaliers et manifestants entrainent l'intervention des policiers. Le service de police de Montréal tente de contenir les 46e et 47e manifestations nocturnes hors du Festival Grand Prix sur Crescent, non sans quelques altercations violentes et arrestations.
Le 9 et 10 juin, les qualifications et le Grand Prix se déroulent sous une forte présence policière. Une centaine de policiers surveillent la station Berri-UQAM qui constitue la principale voie d'accès vers l'événement. Sur la ligne jaune du métro et sur l'île Sainte-Hélène, en direction du circuit de courses de F1, les policiers du service de police de la ville de Montréal procèdent à des fouilles ciblées et à des interrogations, puis au refoulement ou à la détention préventive, notamment de personnes qui arborent le carré rouge,. Donc, cette fin de semaine du Grand Prix, le nombre d'arrestations aurait été porté à plus de 80 : le service de police de Montréal affirme avoir arrêté 12 personnes le vendredi 8 juin 2012, puis il y eut 28 arrestations pour la journée des qualifications, soit samedi le 9 juin et, le jour même de la course, le dimanche 10 juin, 43 arrestations.
Plusieurs manifestations étudiantes sont subséquentes au Grand prix au cours du mois de juin 2012. Le 10 juin, entre 500 et 600 étudiants manifestent à vélo dans les rues de Montréal et le 12 juin, marque la 50e manifestation nocturne consécutive à Montréal.

### Retour en classe en contexte électoral

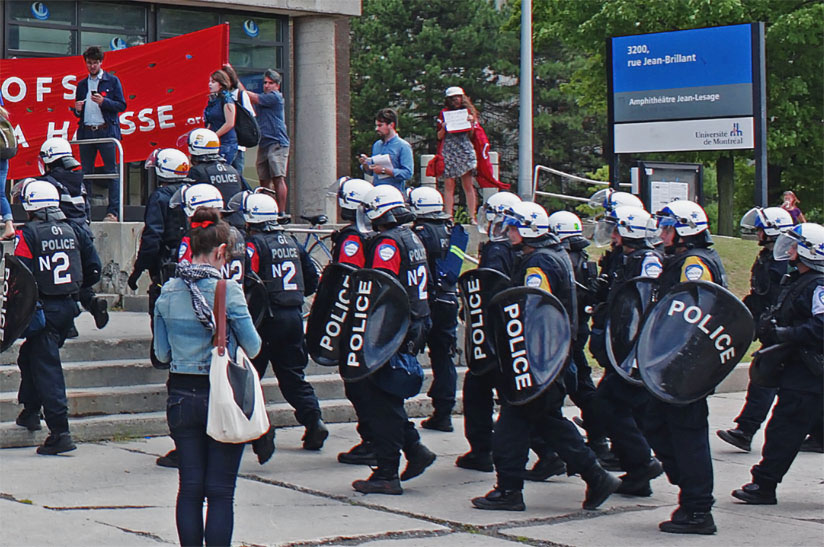
Groupe tactique d'intervention du service de police de la ville de Montréal investit le Pavillon 3200 Jean-Brillant de l'Université de Montréal le 28 août 2012

Le 1er août, le premier ministre Jean Charest a décidé de déclencher des élections générales anticipées devant se tenir le 4 septembre.
Cette annonce fut suivie, le 8 août, de l'annonce par Gabriel Nadeau-Dubois de son départ à titre de porte-parole de la CLASSE. Depuis le déclenchement des élections, diverses associations étudiantes ont pu se prononcer sur la poursuite ou l'arrêt de la grève. Alors que trois cégeps ont décidé de mettre un terme à la grève (Valleyfield et André-Laurendeau) ou de déclarer une « trêve » jusqu'au 4 septembre (St-Jérôme), une association facultaire de l'Université de Montréal (service social) et deux de l'UQAM (sciences humaines et arts) ont décidé de poursuivre le mouvement. L'association étudiante de l'Université Laval s'est quant à elle prononcée en faveur d'une trêve. De son côté, le 11 août, l'association étudiante du Cégep Saint-Laurent a annoncé qu'il y aurait poursuite de la grève, à condition qu'au moins 20 000 étudiants à travers le Québec fassent de même.
Le 16 août, la Fédération étudiante collégiale du Québec admet que la grève est « terminée », alors que 12 des 14 cégeps en grève avaient décidé de retourner en classe. Le 17 août, les deux derniers cégeps en grève, le Cégep du Vieux-Montréal et le Cégep Saint-Laurent, ont décidé de mettre fin à la grève. Dès ce moment, seules des associations étudiantes universitaires demeuraient en grève. Le 22 août, une nouvelle Assemblée générale fut convoquée au Cégep du Vieux-Montréal à la suite du dépôt d'une pétition demandant une révision de la décision de la précédente assemblée de mettre un terme à la grève. Une majorité qualifiée des deux tiers aurait été nécessaire pour renverser cette décision. Finalement, la majorité des étudiants réunis ont décidé, au début de la séance, de ne pas accorder le droit à l'Assemblée de siéger, ce qui empêcha la tenue d'un vote de grève. Les cours se poursuivront donc jusqu'au lendemain du scrutin provincial, date à laquelle les étudiants de ce cégep devront se prononcer sur la nécessité de relancer ou non le mouvement.
Une nouvelle manifestation organisée par la CLASSE eut lieu le 22 août 2012. Bien que le mouvement de grève générale illimitée était alors achevée au sein du réseau collégial, les associations étudiantes de dix cégeps avaient voté une journée de grève pour l'occasion. Selon la CLASSE, 96 associations étudiantes collégiales et universitaires étaient alors en grève, ce qui représente plus de 92 000 étudiants. La firme Altus estimait le nombre de participants réunis à la Place du Canada à 12 500 (marge d'erreur de 10 à 15 %). De son côté, l'Agence QMI estimait que la manifestation comptait plutôt 5 000 personnes.
En date du 25 août, seules trois associations étudiantes facultaires de l'UQAM (sciences humaines, arts et sciences politiques) ainsi que quelques associations de l'Université de Montréal étaient toujours en grève. En tout, les associations en grève à l'UQAM représentent 9 000 étudiants. La dizaine d'associations étudiantes en grève à l'Université de Montréal représentent quant à elles 2 811 étudiants.
Le lundi 27 août, jour de rentrée dans la plupart des facultés d'université, des cours furent perturbés à l'UdeM et à l'UQAM par des manifestants, plusieurs masqués, souhaitant forcer la levée des cours afin de faire respecter les mandats de grève adoptés par leurs associations. Les forces policières sont intervenues à l'Université de Montréal.
Le mercredi 29 août, une nouvelle Assemblée générale fut convoquée par l'association représentant les étudiants en sciences humaines de l'UQAM, à la suite du dépôt d'une pétition signée par 70 personnes la réclamant. Par un vote serré (480 Contre et 445 Pour), les étudiants ont décidé de ne pas reconduire la grève. Cette association étudiante représentait en nombre la moitié des étudiants en grève à l'Université du Québec à Montréal.
Le 30 août, deux étudiants déposèrent une requête en recours collectif contre 7 universités québécoises, 18 cégeps et le Procureur général du Québec. Ils les tiennent responsables pour les préjudices qu'ils ont vécus (perte de salaires, perte de stages, perte d'emplois d'été, perte de prêts et bourses, etc.) au cours du conflit étudiant puisque, selon eux, les établissements d'enseignement n'ont rien fait pour donner les cours à ceux et à celles qui souhaitaient les suivre et ont toléré les actes des grévistes en suspendant systématiquement les cours. La démarche des deux requérants est appuyée par la Fondation1625. Si le recours est autorisé, des millions de dollars pourraient être réclamés en dédommagement.
Le 1er août, le premier ministre du Québec, Jean Charest, convoque la population québécoise aux urnes pour le mardi 4 septembre 2012. Alors qu'il avait indiqué que la stratégie du gouvernement n'était pas le recours aux élections en avril 2012, Jean Charest s'en remet à ce moyen pour trancher la question des frais de scolarité, offrant à la "majorité silencieuse" de s'exprimer.

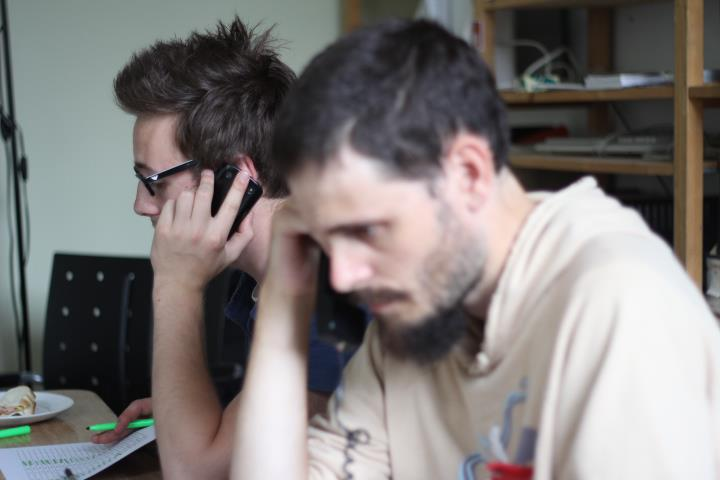
Des téléphonistes étudiants au bureau de la FEUQ pour inciter à aller voter

C'est donc sur fond de conflit étudiant que s'amorce la campagne électorale. Dès le lendemain, la FECQ et la FEUQ annoncent leur intention de s'impliquer dans le processus et de faire valoir le point de vue étudiant tout en favorisant la participation électorale des jeunes. Sous le signe de la campagne "faire la différence", les militants des fédérations étudiantes sillonnent le Québec, principalement dans 20 circonscriptions ciblées, pour aborder avec les citoyens l'importance d'aller voter ainsi que pour dresser le bilan des neuf années du gouvernement Charest. Les fédérations se fixent comme objectif de faire augmenter le taux de participation des jeunes aux élections de 41 % en 2008 à 65 % en 2012.
Afin de faire prendre position aux partis politiques durant les élections, la FECQ et la FEUQ auront mis de l'avant dès le 6 août 2012 leur plate-forme de revendications. Ces revendications ne se limitaient pas à la hausse des droits de scolarité et visaient des secteurs plus larges des préoccupations étudiantes, notamment en ce qui a trait à l'environnement, le travail ou encore la réforme des institutions démocratiques. Les partis politiques, à l’exception de la CAQ, fourniront plus tard dans la campagne leurs engagements sur les préoccupations étudiantes.
Tout en maintenant une pression et une implication dans les circonscriptions ciblées, notamment par des événements festifs de type BBQ ou encore du porte à porte, la FECQ et la FEUQ multiplient les interventions publiques afin d'obtenir des engagements clairs sur les questions qui les préoccupent, tête de file les droits de scolarité et inviteront les différents partis à venir présenter leur plate-forme à leurs membres réunis en congrès. C'est Françoise David, qui allait être élue dans Gouin sous la bannière de Québec solidaire, et Pierre Duchesne, qui allait devenir ministre de l'Éducation supérieure, qui y représente le Parti québécois. L'offensive des fédérations étudiantes se poursuit aussi sur les médias sociaux et dans l'espace public, notamment par le biais de diffusion de vidéo en ligne et de publicités radiophoniques.
Les fédérations profiteront aussi des différents débats des chefs pour commenter les propos et inscrire le point de vue étudiant dans les échanges, notamment par le biais des médias sociaux. La FECQ et la FEUQ se diront déçues du peu place réservée à l'Éducation supérieure dans les débats et continueront leur campagne de sensibilisation. Finalement, les fédérations organisent une soirée électorale pour commenter les développements et se disent plus que satisfaites de voir les libéraux défaits un changement de gouvernement.
De son côté, la CLASSE ne s'impliquera pas directement dans le processus électoral. Cela ne faisant pas partie des moyens de pression préconisés par l'organisation.

### Changement de gouvernement et cessation du conflit

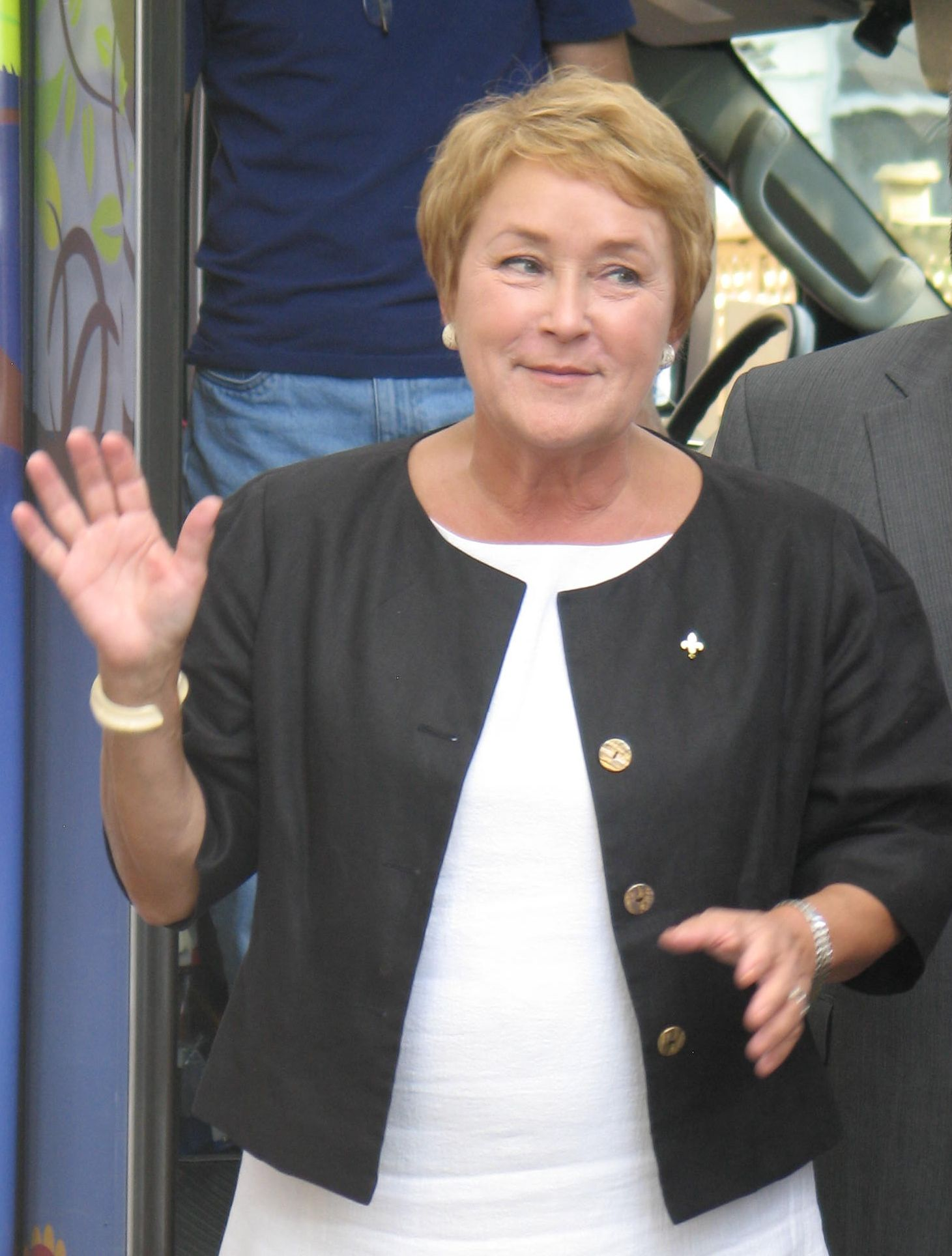
Annulation de la hausse des droits de scolarité et la loi 12 par le gouvernement Marois entraîne, selon la FECQ et la FEUQ, la fin du conflit

Le 4 septembre 2012, les Québécois ont porté au pouvoir un gouvernement minoritaire du Parti québécois dirigé par Pauline Marois, ce qui en fait la première première ministre de l'histoire du Québec. Le premier ministre sortant, Jean Charest, fut battu dans sa propre circonscription de Sherbrooke, son parti, le Parti libéral du Québec, formant dorénavant l'opposition officielle. Le lendemain, l'équipe de la nouvelle première ministre contacte la FECQ et la FEUQ pour annoncer que la hausse des frais de scolarité serait annulée comme premier geste du gouvernement. Plus tard en point de presse, la première ministre élue confirme que son gouvernement annulera par décret la hausse des frais de scolarité. Elle s'est également à nouveau engagée à abroger la Loi 12, nouveau numéro du projet de loi 78 une fois adopté.
Celui qui fut le président de la FECQ durant la majeure partie du conflit, Léo Bureau-Blouin, a été approché à la suite de son départ (son mandat à la tête de la FECQ ayant expiré) par le Parti québécois pour porter les couleurs du parti dans la circonscription de Laval-des-Rapides contre le ministre Alain Paquet. Le soir des élections, Léo Bureau-Blouin est élu, devenant ainsi le plus jeune député de l'Histoire du Québec. Le 19 septembre 2012, la nouvelle première ministre du Québec, Pauline Marois, le nomme adjoint parlementaire à la première ministre pour les dossiers Jeunesse.
Le 8 septembre, les présidentes de la FECQ et de la FEUQ proclamèrent la fin officielle de la grève étudiante de 2012, se félicitant de l'élection d'un gouvernement péquiste promettant d'annuler la hausse des frais de scolarité. Les représentantes des deux organisations ont également évoqué l'implication des deux Fédérations dans la défaite du premier ministre sortant, Jean Charest, dans sa circonscription. Alors que la Coalition large de l'Association pour une solidarité syndicale étudiante appelle à continuer la mobilisation afin de réclamer la gratuité scolaire, les présidentes des Fédérations étudiantes appellent plutôt à freiner les moyens de pression, afin de se concentrer sur la participation au Sommet sur l'enseignement supérieur promis par la nouvelle première ministre au cours de la campagne électorale.
C'est le 20 septembre 2012 que, effectivement, le gouvernement péquiste annule la hausse des droits de scolarité et la loi 12 par décret. La même journée, les présidentes de la FECQ et de la FEUQ font le constat que les étudiants québécois ont remporté "une victoire historique" en forçant par la mobilisation, la grève étudiante ainsi que l'implication électorale le gouvernement du Québec à renoncer totalement à la mesure à l'origine de la contestation.
Une semaine avant la tenue du Sommet sur l'enseignement supérieur (Québec) du 25 et 26 février 2013, convoquée par le gouvernement du Québec, Pauline Marois affirme à propos de Martine Desjardins qu'elle « serait extraordinaire » comme députée, alors qu’elle était invitée à commenter les rumeurs de son entrée au Parti québécois, alimentant les doutes et les attaques envers cette dernière. Martine Desjardins « juge que l'on a cherché un peu à atteindre la crédibilité de l'organisation, en attaquant [sa] crédibilité » et tient à rappeler qu'elle n'a pas « fait de démarche dans ce sens et [qu'elle n'a] pas été approchée (…) Toutefois que la Première ministre reconnaisse [ses] qualités, c'est toujours intéressant ». Cet épisode alimentant la polémique.
Le Sommet sur l'enseignement supérieur, qui s'est déroulé en février 2013, met officiellement fin à la tourmente médiatique.

### Retour sur les événements
En 2013, plusieurs livres et films faisant l'analyse des événements paraissent. C'est notamment le cas du porte-parole étudiant Gabriel Nadeau-Dubois qui publie Tenir tête, de membres du comité média de la CLASSE (Renaud Poirier St-Pierre et Philippe Éthier) qui publient De l'école à la rue et du documentaire Carré rouge,. Un auteur collectif et anonyme surnommé « Collectif de débrayage » publiera aussi un récit dit « profane » de la grève, intitulé On s'en câlisse.
Le 8 mai 2013, le gouvernement Marois annonce la mise sur pied de la Commission spéciale d'examen des évènements du printemps 2012. Serge Ménard, un ancien ministre péquiste de la Sécurité publique, en est nommé président. La commission sera boycottée par la Fraternité des policiers et policières de Montréal et par l'ASSÉ.
Le 7 avril 2014, l'élection générale québécoise de 2014 reporte au pouvoir le Parti libéral du Québec. Le 14 mai, deux ans après les événements, le rapport de la commission spéciale est déposé. Il blâme entre autres la gestion de la crise par le gouvernement libéral ainsi que certaines méthodes utilisées (poivre de Cayenne, injonctions judiciaires, etc). Les conclusions du rapport sont aussitôt critiquées par la vice-première-ministre Lise Thériault et tournées en ridicule par la Fraternité des policiers. Le rapport ne donnera donc pas suite.
Le 2 juillet, le ministre de l'éducation Yves Bolduc fait savoir qu'il n'écarte pas l'idée d'augmenter les frais de scolarité dans les années à venir.

## Organisation et moyens de pression

### Mouvement étudiant
La grève étudiante est principalement coordonnée par la Coalition large de l'ASSÉ (CLASSE), par la Fédération étudiante collégiale du Québec (FECQ) et par la Fédération étudiante universitaire du Québec (FEUQ) et finalement par la Table de concertation étudiante du Québec (TaCEQ). L'Association indépendante des étudiants du secondaire (AIDES) s'est jointe aux associations collégiale et universitaires en organisant une manifestation le 15 avril.

#### Meneurs et porte-parole étudiants
CLASSE

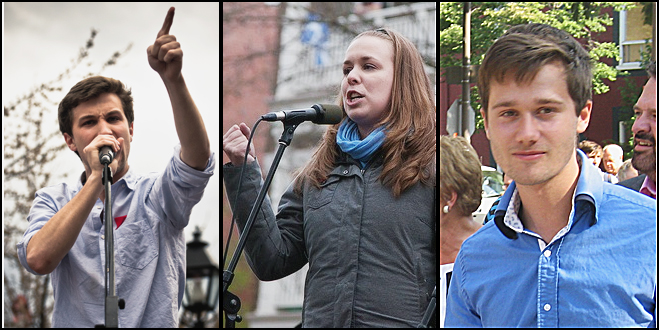
Gabriel Nadeau-Dubois, porte-parole de la CLASSE, Martine Desjardins, présidente de la FEUQ et Léo Bureau-Blouin, président de la FECQ, lors de la grève de 2012

- Gabriel Nadeau-Dubois, porte-parole jusqu'au 9 août 2012 ;
- Jeanne Reynolds, porte-parole ;
- Camille Robert, porte-parole[233].

FECQ
- Léo Bureau-Blouin, président jusqu'au 31 mai 2012 ;
- Éliane Laberge, présidente depuis le 1er juin 2012[234].

FEUQ
- Martine Desjardins, présidente.
- Yanick Grégoire, vice-président.

TaCEQ
- Simon Gosselin, secrétaire général jusqu'en avril 2012 ;
- Paul-Émile Auger, secrétaire général à partir d'avril 2012.

### Moyens de pressions

#### Piquets de grève

##### Concerts de casseroles

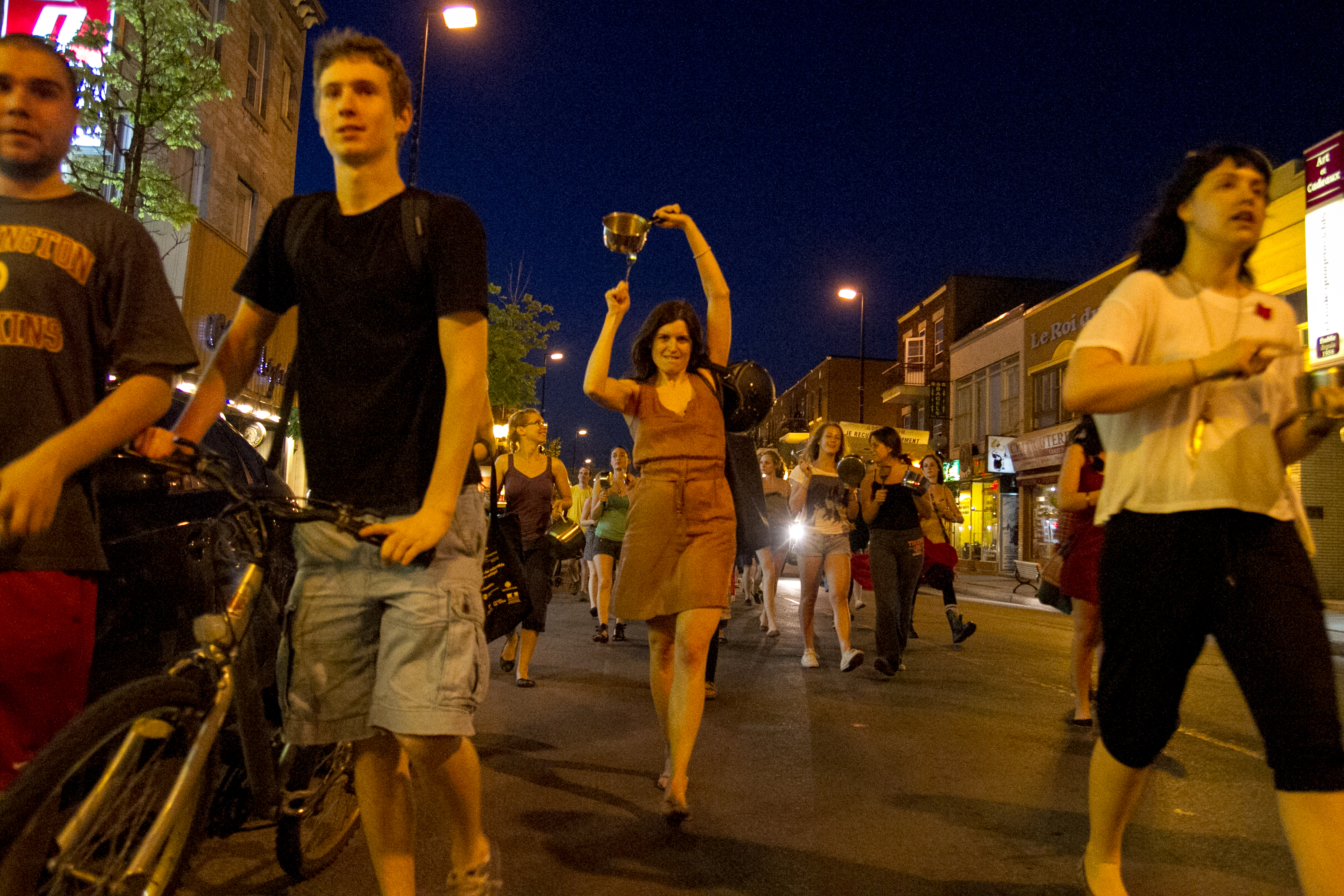
Concert de casseroles contre la loi 78 dans le quartier Rosemont de Montréal le 24 mai.

À la suite de l'adoption de la loi 78, les concerts de casseroles se multiplient, d'abord à Montréal, puis dans d'autres villes du Québec. Chaque jour, à partir de 20 heures, des citoyens indignés par la loi spéciale sortent sur leur balcon et tapent sur une casserole. Plusieurs d'entre eux prennent l'habitude de descendre dans la rue, de se rassembler spontanément au coin des artères principales, puis de défiler bruyamment ainsi. Contrairement aux manifestations nocturnes quotidiennes, les concerts de casseroles naissent spontanément dans les quartiers résidentiels et rassemblent des citoyens de tous âges. Ces défilés improvisés convergent parfois vers les manifestations du centre-ville, avec lesquelles ils fusionnent.

### Appuis

#### Artistes
Dès le début du mois de mars, l'animateur de l'émission de grande écoute Tout le monde en parle, Guy A. Lepage, apporte son soutien aux étudiants, tout comme Claude Legault, Valérie Blais et Paul Piché.
Le 19 mars, un grand nombre d'artistes se joignent aux étudiants pour une vidéo dénonçant la hausse des frais de scolarité en termes fermes : Julien Poulin (« Le Québec, c'est pas une business et ça se “run” pas comme une business »), Charlotte Laurier (« La hausse des frais de scolarité, c'est le début de la fin du Québec tel qu'on le connaît »), Michel Rivard (« La hausse des frais de scolarité, c'est des milliers d'étudiants qui ne pourront pas aller à l'université »), Luc Proulx (« selon le ministère de l'Éducation », faisant suite au propos de Michel Rivard). Paul Ahmarani, Armand Vaillancourt, Paul Piché, Anne-Marie Cadieux, Paule Baillargeon, Geneviève Rochette et Laurent-Christophe de Ruelle sont également du nombre.
Le 22 mars, l'éditeur-écrivain Victor-Lévy Beaulieu annonce qu'il paiera l'amende (499 $) d'un manifestant qui a occupé le pont Champlain, ajoutant que l'appui aux étudiants ne doit pas être que symbolique car « la répression que les manifestants encourent ne l'est pas ».
Le 11 avril, la vidéo "Speak red" est publiée. Elle met en images un poème de Catherine Côté-Ostiguy inspirée du poème "Speak white" (1968) de Michèle Lalonde mais contextualisée vis-à-vis des luttes en cours. Cette vidéo reçoit une grand écho.
L'opinion de Christian Bégin, comédien, est que le quotidien La Presse s'est montré coupable de propagande et de contrôle de l'information afin de faire passer à la population la croyance que la majorité des citoyens appuient le gouvernement de Jean Charest ainsi que la brutalité policière. Ce dernier a appelé au boycott général du quotidien. Il ajoute qu'avec les vidéos mis à ligne par le collectif Anonymous tendent à démontrer que le politicien Jean Charest entretient des liens très étroits avec la famille Desmarais, propriétaire de Power Corporation, dont dépendent notamment Gesca et divers quotidiens, dont La Presse.
Le 10 juin 2012, au tour de l'humoriste Yvon Deschamps de prendre la parole. Selon lui, au Québec « c’était devenu trop calme depuis les dernières années. » Il se dit heureux de voir les étudiants manifester, car ils « doivent faire leur avenir ». Puis il ajoute, sans nommer le parti Libéral : « Ça serait facile de dire qu’un autre parti aurait pu mieux faire les choses, mais ce qui est certain, c’est que personne n’aurait pu faire pire. »
Le groupe de rock Indochine a sorti une chanson, Le fond de l'air est rouge, sur ce mouvement[réf. nécessaire].
L'humoriste et chanteur Jon Lajoie a sorti une chanson, Song for the Students, en solidarité avec les étudiantes et étudiants en grève.

#### Collectif d'artistes
L'École de la Montagne Rouge est un collectif de designers graphiques fondé à Montréal dans le cadre de la grève étudiante québécoise de 2012. Il s'est officiellement dissous à la fin de la grève en 2013. D'abord conçue comme une école de grève expérimentale, l'École de la Montagne Rouge s'est rapidement transformée en collectif de création fournissant images et slogans aux divers groupes militants de la grève étudiante. Le groupe à trouver l'inspiration de sa signature visuelle dans le mouvement de mai 68. Sa forme d'organisation rappelle celle du Black Moutain College. De par la popularité et l'originalité de ses œuvres, l'École de la Montagne Rouge est considérée comme un mouvement qui a enrichi l'histoire du design graphique québécois,.

#### Groupes
L'Institut de recherche et d'informations socioéconomiques (IRIS) et l'Institut de recherche en économie contemporaine (IRÉC) par la publication de leurs recherches sur la hausse soutiennent les étudiants. L'IRIS a établi trois scénarios visant à régler le problème du sous-financement des établissements post-secondaires tout en assurant l'accessibilité complète à l'éducation. En outre, l'IRIS établit que l'élimination complète des droits de scolarité représenterait moins de 1 % du budget du gouvernement québécois.
De plus, les étudiants reçoivent l'appui de la Coalition opposée à la tarification et à la privatisation des services publics. Une liste de tous les groupes opposés à la hausse est entretenue par la Fédération étudiante collégiale du Québec (FECQ) et la Fédération étudiante universitaire du Québec (FEUQ) sur le site 1 625 $ CAN de hausse, ça ne passe pas! : associations syndicales (Syndicat des professeures et professeurs de l'Université du Québec à Montréal (SPUQ), Fédération des travailleurs du Québec (FTQ), Confédération des syndicats nationaux (CSN), Centrale des syndicats du Québec (CSQ), Syndicat de la fonction publique du Québec (SFPQ), Syndicat de professionnelles et professionnels du gouvernement du Québec (SPGQ), notamment), groupes sociaux et communautaires, municipalités et organisations universitaires (Table des partenaires universitaires du Québec, Conseil québécois des syndicats universitaires (CQSU-AFPC), Conseil provincial du secteur universitaire (SCFP-FTQ), Fédération des professionnels (FP-CSN), Fédération du personnel professionnel des universités et de la recherche (FPPU), Fédération nationale des enseignantes et des enseignants du Québec (FNEEQ-CSN), Fédération québécoise des professeures et professeurs d’université (FQPPU), entre autres).
La liste des syndicats et associations de professeurs s'opposant à la hausse est tenue à jour par le groupe Profs contre la hausse.

#### Personnalités
Les personnalités publiques qui se sont jointes aux étudiants proviennent de différents secteurs de la société québécoise et de l'extérieur du Québec. Outre l'ex-ministre libéral Claude Castonguay, qui a offert d'être médiateur et réclame le retrait de Line Beauchamp, les chefs de partis Pauline Marois et Amir Khadir, Riccardo Petrella, Jean Ziegler, Rapporteur spécial de la Commission des Nations unies sur le droit à l'alimentation, les personnalités suivantes se sont opposées au gouvernement Charest.
Le chroniqueur financier de La Presse, Michel Girard, a rédigé une lettre ouverte à l'intention du ministre Raymond Bachand pour l'aviser que le gel des droits de scolarité universitaires était un bon investissement. En comparant l'aide aux entreprises apportée par le gouvernement Charest (3,6 milliards $ CAN) en 2011 avec les sommes qui seraient puisées avec une augmentation de 1 625 $ CAN par étudiant, le chroniqueur évalue que ce débours a plus d'effets néfastes que d'effets positifs sur la création d'emplois et la richesse collective.
Le juriste, ex-député du Parti québécois et professeur de droit Daniel Turp a recommandé d'amener le gouvernement Charest devant les tribunaux pour l'empêcher, a-t-il dit, de violer un de ses engagements internationaux les plus importants (l'Article 13 du Pacte international relatif aux droits économiques, sociaux et culturels). Le sociologue Guy Rocher, qui est considéré comme un des penseurs du système d'éducation québécois, a rappelé dans une lettre ouverte au gouvernement Charest que le rapport Parent, dont il est un des auteurs, visait la gratuité des études universitaires et que le maintien de droits de scolarité était une mesure temporaire permettant à l'état québécois d'effectuer toutes les autres réformes majeures qui étaient prévues,.
Jean Garon, qui a été ministre de l'Éducation sous un gouvernement péquiste durant 16 mois, entre 1994 et 1996, émet des doutes quant à la capacité de la ministre Beauchamp à « faire la job ». Le ministre Garon avait dû renflouer les coffres des universités pendant son mandat. Plutôt que de se tourner vers les étudiants, il avait notamment demandé aux banques de faire leur part.
Jean-Marc Léger, président de Léger Marketing – la plus importante firme de sondage au Québec – interpelle la population : « Chers boomers, ce n'est pas parce que vous n'avez pas réussi à changer le monde que vous devez empêcher les jeunes de réussir à leur tour. » Récapitulant des années à entendre la population dénoncer l'égoïsme, l'indifférence et l'égocentrisme des jeunes générations, il commente le plus récent sondage de popularité des étudiants en grève :
« Et vous, que souhaitez-vous ? Retourner à vos vieilles habitudes dans le confort et l'indifférence. Vous trouvez cette grève très sympathique pourvu que votre quiétude dodo-métro-boulot ne soit pas bouleversée. Et vous voulez les écraser pour que tout revienne comme avant. Eh bien, chers boomers, vous n'avez rien compris de ce mouvement. Les jeunes ne veulent pas porter le fardeau de vos erreurs. Ils ne veulent pas payer pour vos dépenses somptuaires, vos régimes de pension exagérés, votre mentalité défaitiste et vos indécisions chroniques. Pour une fois que les jeunes se lèvent, il faut les écouter, il faut les comprendre et il faut les encourager. On crée des enragés et on les empêche de mordre. Ne les brisez pas et donnez-leur une chance de réussir là où vous avez échoué. »

### Appuis internationaux et nationaux contre la hausse et la loi 78
Le 18 avril 2012, des étudiants de l'université de la Ville de New York (CUNY) et de l'université d'État de New York (SUNY) publient une lettre ouverte en appui à la grève étudiante québécoise sur le site de l'Association des étudiants du Collège Brooklyn. Une manifestation en soutien aux étudiants québécois a lieu le 22 mai 2012 à New York, à 14 heures : des étudiants de l'Université de la Ville de New York (CUNY) tiennent un rassemblement devant les bureaux de la délégation générale du Québec, située au Rockefeller Plaza. Puis, à 20 heures, a lieu une marche à partir du Washington Square Park.
Une manifestation de soutien — Rassemblement contre l'état d'exception au Québec — s'est déroulée à Paris le 22 mai 2012 et a rassemblé près de 300 personnes,. Le dimanche 24 juin, fête nationale du Québec, c'est environ 200 manifestants arborant le carré rouge, sous la pluie battante et une température automnale, qui ont défilé dans les rues de Paris — la troisième manifestation du genre en un mois — dans le cadre d’une « Journée mondiale de résistance en soutien aux étudiants québécois », aussi prévue dans plusieurs villes et pays, notamment à Besançon, Strasbourg, Quimper, Genève.  
Plusieurs manifestations de soutien ont eu lieu dans les rues, ailleurs au Canada, le 30 mai 2012. Ainsi, plus de 20 000 citoyens ont frappé leur casserole à Vancouver pour soutenir les étudiants du Québec. Plusieurs autres villes du Canada ont aussi entendu le son des casseroles, notamment Toronto, où 5 000 à 10 000 personnes ont manifesté, selon les estimations.

#### Manifestations d'appui

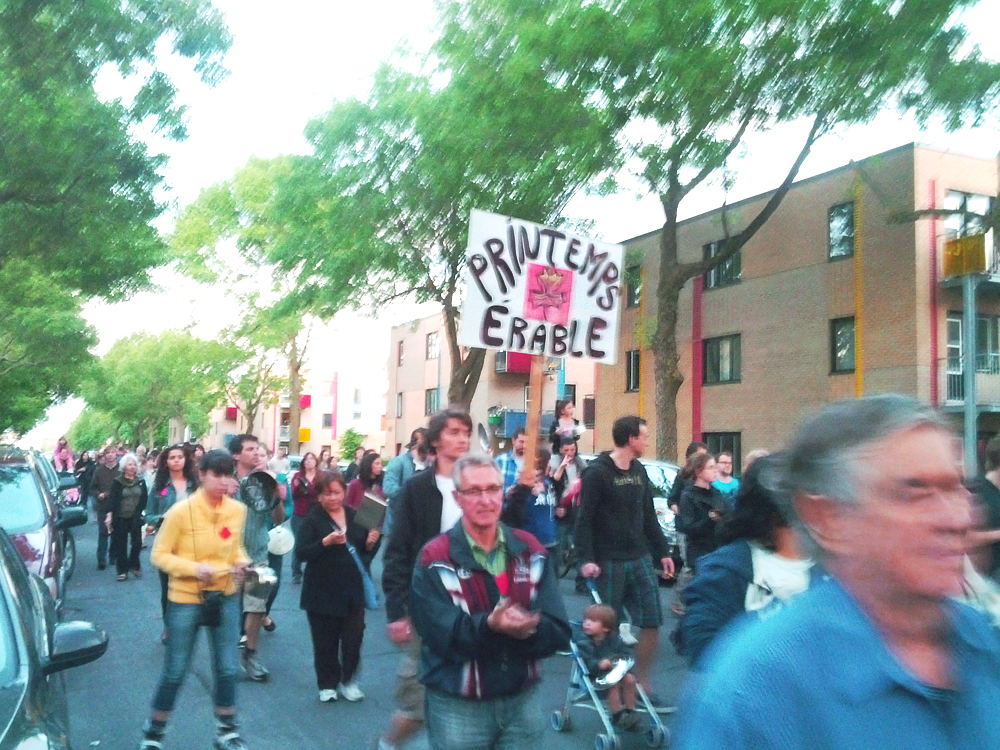
Printemps érable : manifestation de casseroles contre la loi 78 dans le quartier Rosemont de Montréal le 31 mai.

Plusieurs dizaines de manifestations d'appui à la lutte des étudiants québécois ont été organisées, particulièrement depuis l'adoption de la loi 78. Le 30 mai, des milliers de sympathisants au mouvement étudiant québécois ont organisé des tintamarres dans une soixantaine de villes canadiennes et à certains endroits aux États-Unis afin de dénoncer la loi 78 dans le cadre d'un événement surnommé « Casseroles Night in Canada ». La plus importante manifestation a eu lieu à Toronto, où 300 personnes ont fait retentir le son des casseroles. D'autres rassemblements ont été tenus à St. John's, à Halifax, à Kingston, à Brampton, à Kitchener, à Winnipeg, à Kamloops et à Vancouver.
À Bruxelles, 250 personnes ont répondu à l'appel de la Coordination de solidarité avec la lutte des étudiants québécois et des principales organisations étudiantes belges en manifestant à la Place du Luxembourg, devant le Parlement européen. Les manifestants ont crié des slogans fustigeant la loi 78 et le gouvernement Charest en plus de tambouriner « des centaines de casseroles ». Des tintamarres de casseroles ont également eu lieu à Londres et à New York, où on rapporte deux arrestations à Times Square.

#### Anonymous
À la suite de l'adoption, le 18 mai 2012, de la loi spéciale 78 visant, notamment, à mettre un terme à la grève étudiante québécoise de 2012, le collectif Anonymous lance l'opération Québec, dénonçant notamment les tentatives du gouvernement du Québec d'encadrer de façon répressive toute manifestation et de brimer ainsi les libertés de l'ensemble des citoyens québécois. Les jours qui suivent l'adoption de cette loi, des membres d'Anonymous revendiquent la mise hors service de sites gouvernementaux québécois tels ceux de l'Assemblée nationale du Québec, du Ministère de l'Éducation, du Loisir et du Sport et de l'aide financière aux études (bien que ces deux derniers auraient été mis hors-service par le ministère lui-même à titre préventif), ainsi que le site du Parti libéral du Québec.
Anonymous, publie dans les premiers jours de juin, des informations personnelles au sujet de policiers du Service de police de la Ville de Montréal (SPVM). Et, Anonymous dirige son attention vers le Grand Prix du Canada 2012, qui doit être tenu du 7 au 10 juin à Montréal et affirme avoir accédé au site Web officiel de la Formule 1 pour s'emparer de données confidentielles,. Le 30 mai, les informations personnelles de clients ayant acheté en ligne des billets pour le Grand Prix du Canada sont mises en ligne.
À la fin de mai, également, le groupe diffuse le « DVD Gouverne(mental) », l'enregistrement vidéo officiel, d'une durée de plus de deux heures, tourné dans le riche domaine de Sagard, à l'été 2008, lors de la somptueuse fête donnée, en présence de centaines d'invités très sélects, pour le 80e anniversaire de Jackie Maranger-Desmarais, l'épouse du multi-milliardaire Paul Desmarais,. Sont présents à la fête et apparaissent dans cette vidéo souvenir — qui était destinée seulement à la famille et autres amis, du gratin, dont ces invités en queue-de-pie ou toilette huppée, ornées de riches bijoux, de médailles valorisantes ou de décorations étatiques… —, plusieurs représentants des médias, du spectacle, de la haute finance, des grandes affaires… et de la politique, tels que : Jean Charest (alors premier ministre du Québec, en exercice), Jean Chrétien, George H. Bush, Brian Mulroney, Adrienne Clarkson, Charlie Rose, Lucien Bouchard… et un grand nombre d'ouvriers, de cuisiniers, de danseurs et danseuses, l'Orchestre Métropolitain et son chef Yannick Nézet-Séguin, 70 musiciens et 70 chanteurs, dont un chœur et des chanteurs d'opéra, tels : Renée Fleming, Bryn Terfel, Marc Hervieux, Hiromi Omura, Marcelo Alvares… — une fête princière, de deux jours, qui aurait coûté à l'homme d'affaires quelque 12 à 14 millions $ CAN selon Le Couac,.

### Symboles et sensibilisation au mouvement

#### Carré rouge

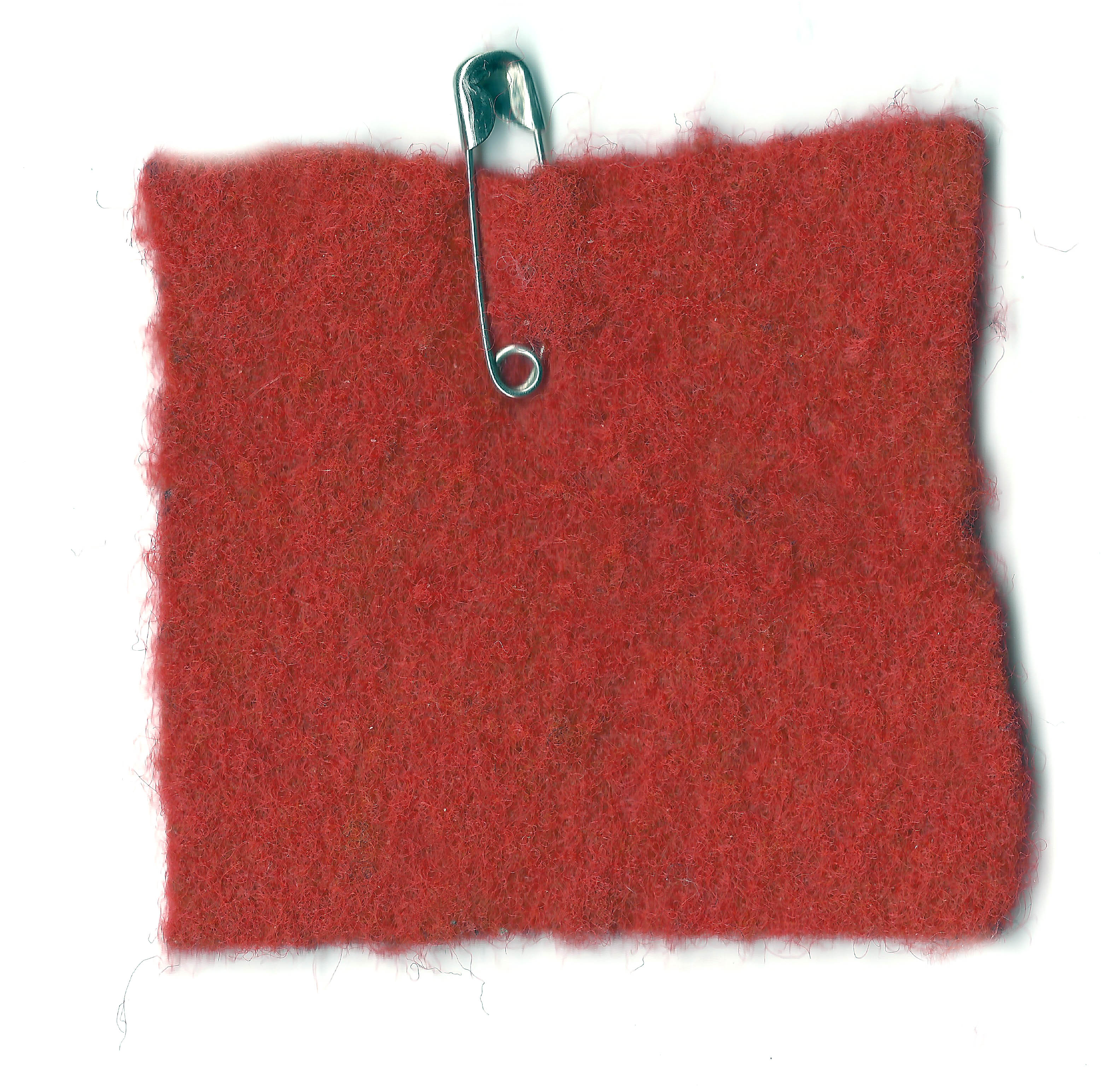
Le carré rouge, symbole de la grève étudiante.

- Le carré rouge est l'emblème de la mobilisation contre la hausse des frais de scolarité au Québec. Il est le principal symbole d’appui aux grèves étudiantes de 2005 et 2012. Il est apparu au Québec en octobre 2004. C'est le Collectif pour un Québec sans pauvreté qui l'utilise pour la première fois dans sa campagne contre au projet de loi 57 sur la réforme de l'aide sociale[278]. En 2005, il est adopté durant la grève étudiante. On l'associe au slogan « Carrément dans le rouge »[278]. — Durant la grève étudiante de 2012, le carré rouge, porté par des étudiants contre la hausse des droits de scolarité et ceux qui appuient leur cause, est aussi présent sur de nombreux monuments et dans les vitrines d'établissements d'enseignement, de commerces et de résidences[278]. Un carré rouge géant est brièvement suspendu au sommet de la tour du pavillon Roger-Gaudry de l'Université de Montréal, sur le pont Jacques-Cartier[279], ainsi que sur la croix du mont Royal.

#### Autres carrés
- Le carré bleu symbolise le refus de la hausse des frais de scolarité et le refus de la grève[280].
- Le carré jaune, que recommande le chroniqueur Richard Martineau, symbolise l'appui à un étalement de la hausse des frais de scolarité sur une plus longue durée[281].
- Le carré vert symbolise l'appui à la hausse des frais de scolarité[282] puis, avec l'allongement du conflit, il est devenu essentiellement le symbole de l'opposition au prolongement de la grève, pour une diversité d'individus indépendamment de leur opinion personnelle sur la hausse des droits de scolarité (carrés verts, carrés bleus, carrés rouges fatigués, etc.).
- Le carré noir symbolise l'opposition à la Loi 78[283].

D'autres symboles ont été vus de manière plus isolée, comme un carré blanc, prôné par des parents souhaitant un armistice entre les étudiants grévistes et le gouvernement.

#### Créations se rapportant au conflit
La grève étudiante aura été une source d'une multitude de créations et de moyens de pression, afin de mobiliser ou d'informer les gens sur les idéologies divergentes concernant la hausse des droits ou frais de scolarité. En octobre 2011, l'Institut de recherche et d'informations socioéconomiques (IRIS) lance une série de vidéo portant sur les mythes de la hausse de frais de scolarité,.
Le 2 avril 2012, les étudiants du Cégep de St-Hyacinthe diffusent leur court vidéo de mobilisation : « Ensemble jusqu'à la fin, ». Le 26 avril, plusieurs étudiants et étudiantes participent à l'enregistrement en plein air d'un « mimoclip » : d'une durée de plus de 4 minutes, à base d'un pot-pourri de chansons québécoises politico-percutantes (dont le « On a mis quelqu'un au monde / On devrait peut-être l'écouter », du groupe Harmonium, et le « Libérez-nous des libéraux », du groupe Loco Locass, qui y participe), ce clip est lancé sur l'Internet, pour faire entendre la visée pacifique de leurs actions, « en quête d'une société plus juste ».

#### Personnages

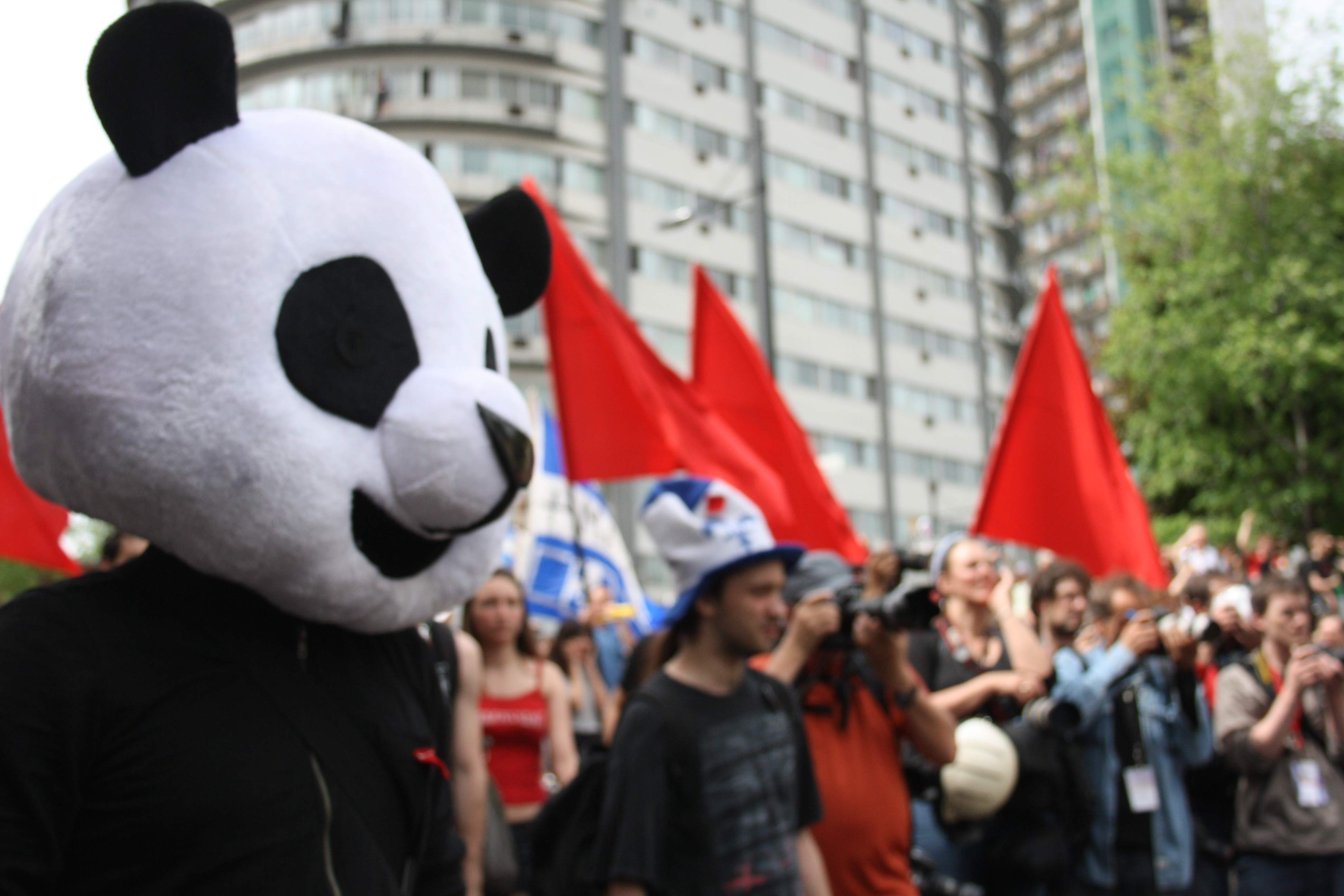
Anarchopanda lors de la manifestation du 22 mai 2012 à Montréal.

Julien Villeneuve, un enseignant en philosophie déguisé en panda géant, se fait connaître sous le pseudonyme Anarchopanda et devient la mascotte des manifestants. Depuis le 8 mai 2012 à Montréal, il participe à plusieurs manifestations en distribuant des accolades aux policiers et aux manifestants. Il milite pour différentes causes sociales puis obtient une tribune dans le Huffington Post. Au mois de juillet 2020 toutefois, des allégations d'inconduite et d'agression sexuelle concernant Anarchopanda surgissent sur les réseaux sociaux et les médias auxquels il contribue ainsi que les groupes militants auxquels il est associé cessent toute collaboration avec lui.
Gabriel Marcoux-Chabot, 29 ans, écrivain, sculpteur et étudiant à la maîtrise en création littéraire, est derrière le personnage de Banane Rebelle. Il est arrêté à Québec le jeudi soir 24 mai 2012 et condamné, avec d'autres, à payer une amende de 494 $ pour avoir bloqué la rue en se couchant sur la chaussée. Il reste déterminé à continuer de manifester, jusqu'à faire « tomber » le gouvernement Charest… sur une « pelure de banane ».
Laurent Roche-Ballard, étudiant à l'Université de Montréal, défile à Montréal, depuis la mi-mai, vêtu en « Scooby doo contre la hausse ».
Raphaël Létourneau défile sous le nom de Batman Tremblay à Trois-Rivières, dans un costume de Batman[réf. nécessaire].

## Répression, affrontement et vandalisme

### Affrontements policiers-manifestants

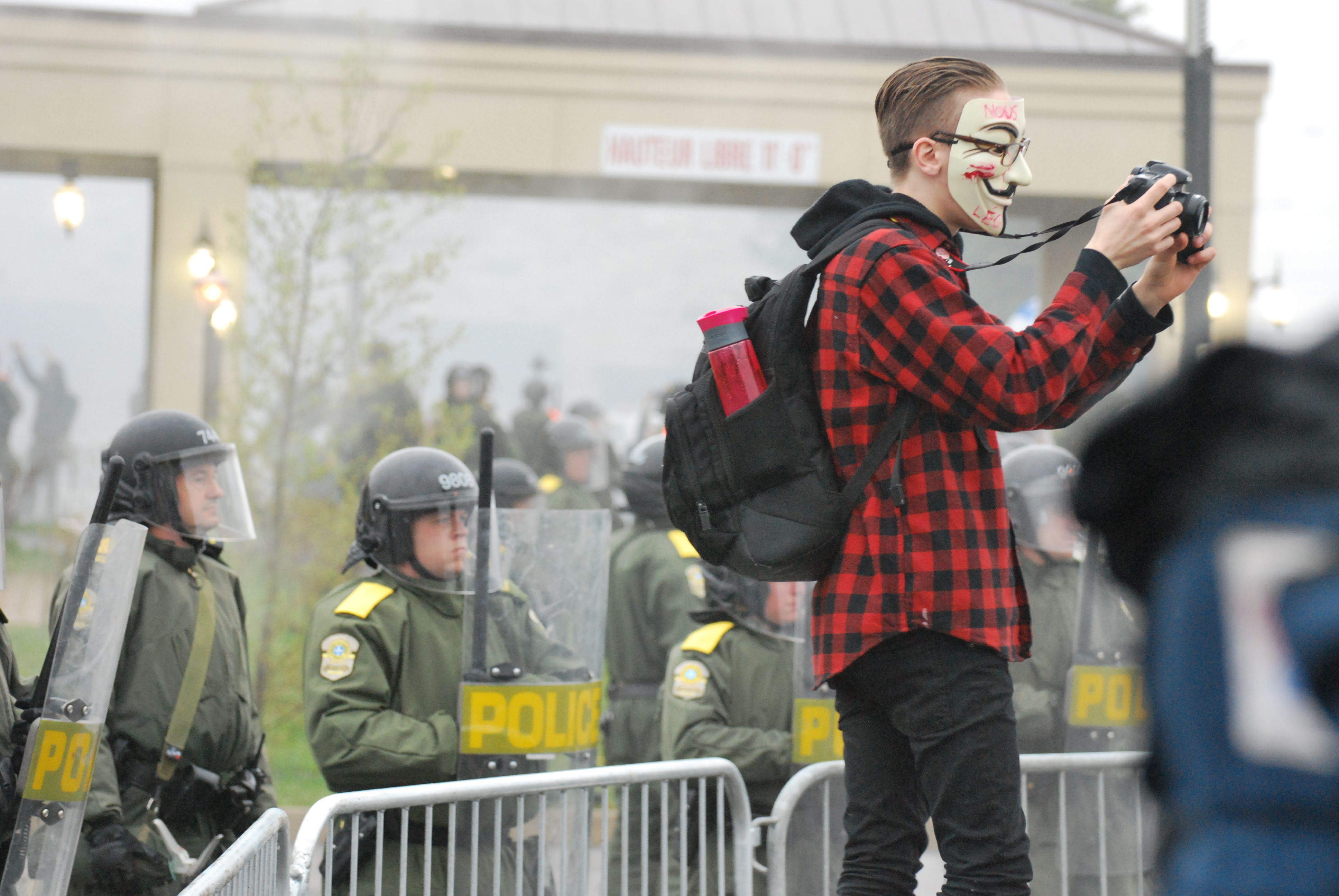
Manifestation du 4 mai 2012 à Victoriaville.

Dès le début de la grève, des séquences vidéos démontrant des gestes qualifiés de violence policière commencent à circuler sur l'hébergeur de vidéo YouTube. Ces images circulent largement tout au long de la grève par les médias sociaux. Le 1er mars 2012, la police de la ville de Québec utilise des gaz lacrymogènes pour disperser la foule rassemblée devant l'Assemblée nationale. Cette intervention est dénoncée par les députés d'opposition Denis Trottier et Amir Khadir, qui l'estiment injustifiée. Le Ministre de la sécurité publique n'a condamné aucun des comportements des forces de l'ordre qui sévissaient au même moment, invitant chaque étudiant qui aurait été victime de brutalité à s'adresser aux autorités compétentes après coup :

« Je dénonce toute violence quelle que soit sa provenance. Les personnes qui ont pu être victimes de brutalité policière n'ont qu'à se plaindre aux instances compétentes. »

— Robert Dutil, Ministre de la sécurité publique, le 19 avril 2012.
« Deux députés [de l'Assemblée nationale] déplorent l'utilisation de gaz lacrymogènes » lors d'une manifestation étudiante. Lors de la manifestation du 7 mars à Montréal, les forces de l'ordre ont utilisé des bombes assourdissantes. Selon les protocoles d'intervention policiers, ces projectiles doivent être lancés au-dessus des têtes des manifestants. Or, lors de la manifestation du 7 mars 2012 à Montréal, un étudiant est gravement atteint à l'œil par une grenade assourdissante lancée par un policier. Selon certaines personnes les policiers ont refusé de secourir la victime alors qu'elle est sérieusement blessée,. La FEUQ a demandé au premier ministre d'agir et de dénoncer les abus des corps policiers. Le premier ministre Jean Charest a refusé de condamner ou de dénoncer les violences perpétrées par les forces de l'ordre. Les manifestations suivant l'entrée en vigueur de la loi spéciale 78 le 19 mai 2012 provoquèrent un climat de tension palpable entre les manifestants et les services de police dans toute la province.
D'ailleurs, beaucoup de ces actions furent filmées par des témoins. Un grand nombre d'enregistrements vidéo ont été mis en ligne sur l'hébergeur de vidéo YouTube dénonçant ainsi auprès des internautes la brutalité policière utilisée lors de ces manifestations.[Qui ?]Sur ces vidéos, on peut y apercevoir une voiture de police qui avance à grande vitesse alors qu'une personne se trouve sur le capot ou encore des policiers qui utilisent un langage grossier et des irritants chimiques comme le poivre de Cayenne à plusieurs reprises sur des manifestants. Ces vidéos se répandant comme une trainée de poudre, le président du Conseil du patronat du Québec, Yves-Thomas Dorval, a tenu une conférence de presse pour déplorer que le débat de société s'était déplacé des médias traditionnels (journaux et stations de télévision) vers les nouveaux médias sociaux. Selon Chantale Lagacée, professeure de sociologie et membre de profs contre la hausse, « cette prise de position du président du CPQ laisse entendre qu’une information qui porte son point de vue serait rigoureuse et objective alors qu’une information qui ignore ce même point de vue le serait moins ».
Les rumeurs alimentèrent souvent les rencontres entre les manifestants et la police. Par exemple, le site internet Diagnostic Québec a lancé une enquête sur la brutalité policière et tenta d'identifier un homme semblant s'être fait gravement blessé, selon les médias, par la police le 20 mai 2012 lors d'une manifestation. Malgré leur déclaration initiale d'une censure par la police, la personne fut retrouvée sauve. Il s'agissait de Sébastien Tranchard, un professeur gaspésien qui avait perdu connaissance lors d'une altercation avec un policier, qui fut évacué par ambulance et qui s'en est tiré avec un mal de crâne,. Le Collectif opposé à la brutalité policière (COBP) a sur son site internet une section recueillant les témoignages, les photos et les vidéos de possible brutalité policière.
Dans la ville de Québec, le 31 mai, un journaliste est frappé au bras et projeté au sol violemment, et deux personnes sont légèrement blessées à l'occasion de la 32e manifestation nocturne. Qualifiant la manifestation de calme et l'intervention policière de musclée, ce journaliste affirme que la police a cassé des bouteilles pour faire peur aux manifestants. Mais, ce n'est pas tant la violence du corps policier qui y retient l'attention, mais les arrestations de masse, à plusieurs reprises, par mise en souricière. Le 6 juin, après 37 soirées de manifestations nocturnes, on y totalisait 489 constats d’infractions, équivalant à 241 500 dollars CAN d'amendes pour infraction au code de la route (et non à la loi 78). De plus, deux négociateurs de la CLASSE y furent arrêtés, de même qu'Amir Khadir, un député de l'opposition, pour avoir entravé la circulation en marchant sur la rue. Martin Courcy, un spécialiste en intervention des forces de l'ordre, qualifie la situation d'« épouvantable », quant aux interventions policières à Québec.

### Violences et vandalisme de la part des partisans

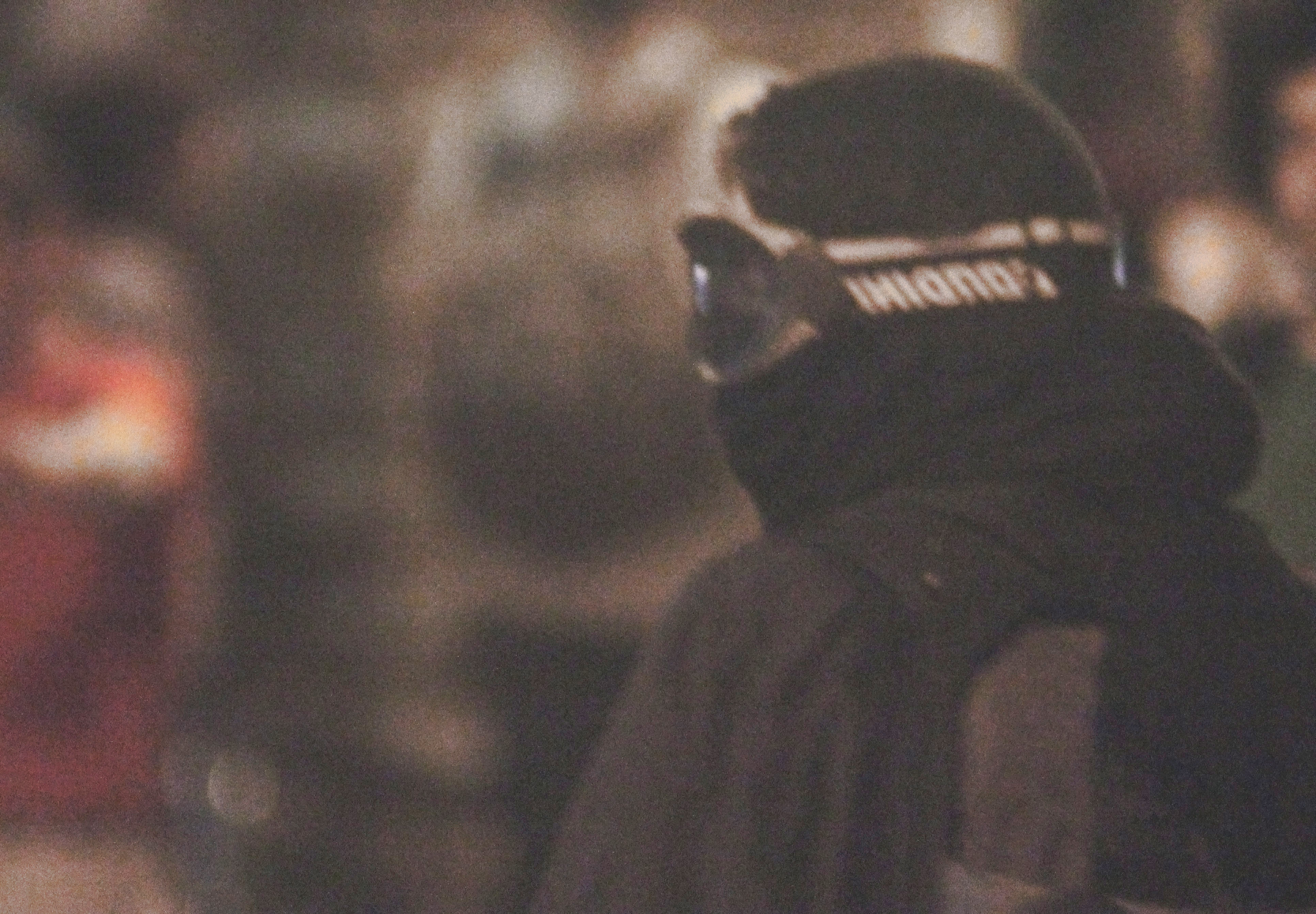
Manifestant masqué à la manifestation nocturne du 20 mai 2012.

Le 12 avril vers 15 h, 700 à 800 manifestants brisent la porte de l'amphithéâtre du pavillon Roger-Gaudry de l'Université de Montréal, un édifice patrimonial, fracassent des vitres, déversent de la peinture sur les sièges et le plancher, lancent des balles de peinture, vandalisent de l'équipement informatique et molestent les constables spéciaux. Les locaux de députés libéraux seront également visés par des vandales soupçonnés de sympathie avec la cause étudiante, en particulier ceux du ministre de la Justice le 16 avril. Des graffitis rouges, des slogans et même des cocktails Molotov non explosés sont retrouvés.
Plusieurs actes illégaux sont commis lors des manifestations nocturnes du 19 et 20 mai 2012 : des projectiles sont lancés sur des policiers à vélo, des cocktails Molotov aurais été lancés sur des brigades policières, des vitrines de commerce et de banque sont saccagées, des voitures de police et plusieurs biens municipaux sont vandalisés et, à Montréal, certaines personnes défient le nouveau règlement municipal interdisant le port du masque lors de manifestations. Les personnes qui ont commis ces actes utilisaient souvent la tactique des « Black Bloc ». Des actes similaires mais de moindre envergure furent commis lors de plusieurs autres rassemblements, en particulier lors de la tenue du Grand Prix de Montréal.
Le métro de Montréal fut visé à cinq reprises. En particulier, à la mi-avril, l'explosion de bombes fumigènes paralyse le réseau pendant trois heures. Le 10 mai, des bombes fumigènes sont lancées sur les rails de plusieurs stations, forçant l'évacuation complète du réseau.
Les manifestants s'en prennent régulièrement aux journalistes, notamment de Radio-Canada et de TVA, qu'ils traitent d'« ennemis du peuple », et qui « doivent faire leur travail entourés d'une demi-douzaine de gardes du corps ». Il est toutefois à noter que cette affirmation nous vient de Christine St-Pierre, ancienne journaliste à Radio-Canada alors ministre dans le gouvernement de Jean Charest. Des chroniqueurs comme Sophie Durocher et Richard Martineau reçoivent des menaces de mort. Une chanson du groupe Mise en demeure appelle à la violence contre la ministre Michelle Courchesne : « Ah, vous dirais-je scie à chaîne / M'a te présenter Courchesne / [...] / M'a t'la geler ça sera pas ben long / D'un coup de masse drette à drette du front ». Les ministres Line Beauchamp et Jean-Marc Fournier reçoivent, sur le palier de leur résidence privée, un bidon rempli d'essence muni d'une mèche avec la note : « La prochaine fois, ce sera la bonne! »

### Inquiétude des travailleurs et travailleuses de rue
Sans prendre position concernant la hausse des frais de scolarité, 160 membres de l'Association des travailleurs et travailleuses de rue du Québec (ATTRueQ), réunis en assemblée le 10 juin 2012 de partout au Québec, affirment craindre l'impact de la crise sociale et d'une loi comme la loi 78 sur les jeunes, anticipant les risques de radicalisation ou de décrochage social accentués par la dégradation actuelle des rapports sociaux entre les jeunes et les institutions. « Ça ressemble de plus en plus à un conflit intergénérationnel où il se crée beaucoup de préjugés concernant les étudiants et les jeunes en général. […] La crise crée encore plus de mécontentement chez des jeunes qui sont déjà échaudés par certaines choses, qui ont déjà de la misère à croire dans le système. […] Nous sommes convaincus que seuls l'écoute, la considération réelle de l'autre et le dialogue véritable peuvent éviter un enlisement encore plus profond et nuisible à la jeunesse du Québec et, par conséquent, à toute sa population », souligne Tommy Gamache, président de l'ATTRueQ.

## Opposition à la grève

### Étudiants pour la hausse des droits de scolarité
En 2012, un peu moins de 4 000 étudiants (en date du 19 avril 2012) se sont regroupés sur la page Facebook du Mouvement des étudiants socialement responsables du Québec (MÉSRQ) afin de protester contre la grève étudiante et de faire valoir les arguments en faveur de la hausse des droits de scolarité. Selon Marc-Antoine Morin, alors qu'il était président du MÉSRQ, le mouvement s'est créé notamment pour « dénonce[r] le peu de place donné aux gens qui sont pour la hausse des droits de scolarité au sein des associations étudiantes ». En février 2012, un porte-parole du mouvement s'explique : « on aimerait avoir tout gratuitement dans la vie, mais il faut reconnaître que l'éducation au Québec est sous-financée. Les étudiants doivent reconnaître la valeur de leur diplôme […] On a beaucoup de rattrapage à faire, il y a eu de mauvaises décisions politiques à travers le temps et maintenant, c'est le temps de payer. » Le regroupement a toutefois été fortement critiqué pour son association avec le Parti libéral du Québec, le parti au pouvoir. En effet, trois des principaux porte-parole du MÉSRQ étaient des militants du Parti libéral,. Le MÉSRQ affirme toutefois sur sa page Facebook qu'il « n'est affilié à aucun groupe politique, syndical ou patronal et ne reçoit aucun financement ou appui technique de ces derniers ». Depuis le début du conflit, le MESRQ a perdu deux porte-paroles notoires, Marc-Antoine Morin et Jean-François Trudelle. Alors que Marc-Antoine démissionna pour cause de retour en classe, celle de Jean-François Trudelle s'est faite à la suite d'un dérapage de certains membres sur la page Facebook du regroupement, à la suite de la soirée des Jutra 2012, où des artistes ont porté le carré rouge.

### Étudiants contre la grève

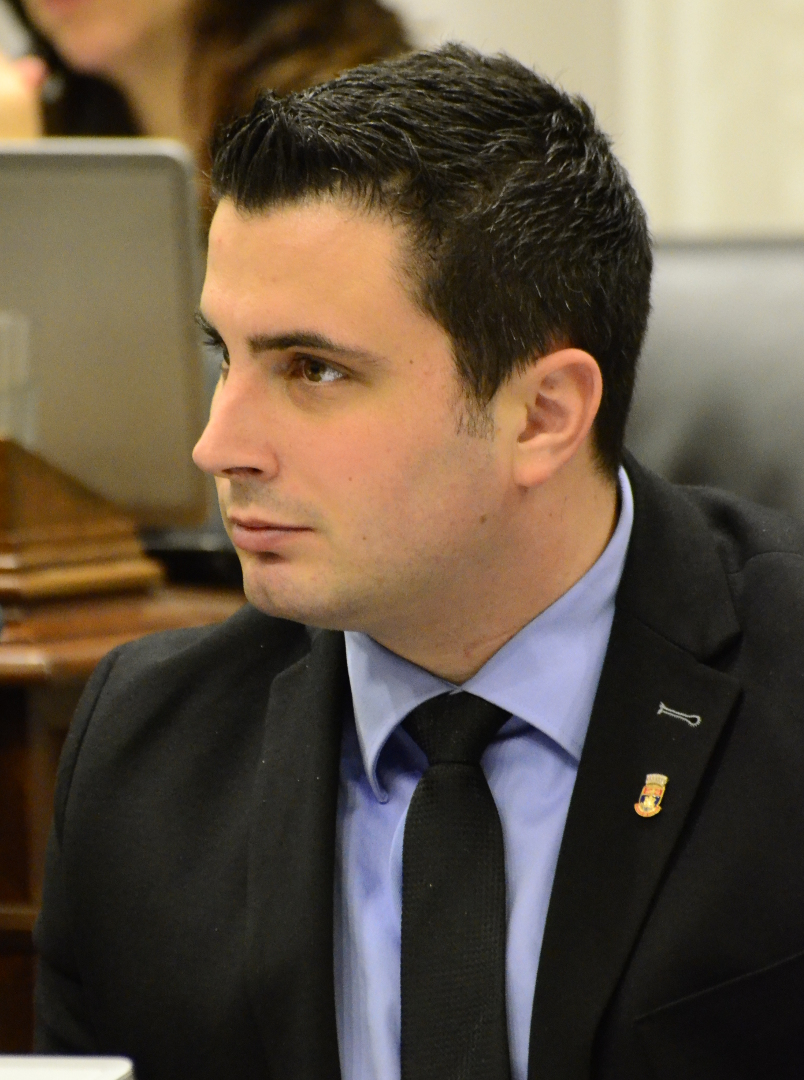
Laurent Proulx, étudiant à l'Université Laval, obtient une injonction pour suivre un cours malgré la grève.

Au début du conflit, des étudiants décident d'arborer le carré bleu. Ce symbole était utilisé par ceux qui s'opposaient à la hausse de 1 625 $ sur cinq ans, mais s'opposaient également à l'utilisation de la grève générale illimitée comme moyen de pression contre le gouvernement. Avec l'allongement du conflit étudiant, des étudiants décident de se mobiliser afin de réclamer le droit de retourner en classe. Des rassemblements de « Verts » (étudiants qui s'opposent à la grève, mais qui, contrairement aux « carrés verts » originaux du MESRQ, n'ont pas d'opinion commune sur l'enjeu de la hausse des frais de scolarité) apparaissent devant certains cégeps, tels que le Cégep de Sherbrooke. Des manifestations en faveur du retour en classe sont aussi organisées dans les rues, principalement à Montréal.
D'autres étudiants se tournent vers les tribunaux. Laurent Proulx, étudiant à l'Université Laval, obtiendra ainsi une injonction lui permettant de suivre normalement son cours d'anthropologie malgré la grève affectant la faculté,. D'autres étudiants entreprennent des démarches afin d'obtenir une injonction semblable. Au 2 mai, une vingtaine de demandes d'injonction avaient été entendues par les juges à travers la province et, dans la plupart des cas, l'injonction était accordée aux demandeurs. Toutefois, la plupart du temps, les injonctions n'étaient pas observées puisque des manifestants, souhaitant faire respecter le mandat de grève de leur association étudiante, bloquaient alors l'accès aux portes des établissements scolaires ou menaient des activités de perturbation bruyantes dans les corridors de ceux-ci. Ce fut notamment le cas au Cégep Lionel-Groulx où la police intervint afin de déloger les manifestants. Également, 24 étudiants du Collège Montmorency ont été en Cour Supérieure du Québec afin d'obtenir une ordonnance de sauvegarde. C'est une des rares injonctions qui a été totalement respectées, grâce à une entente entre la direction du Collège, le syndicat des enseignants et l'association étudiante. Depuis, environ 475 personnes s'en sont prévalues, ce qui fait un des plus hauts taux d'étudiants qui bénéficient d'une telle injonction dans une institution (500 sur 6 000 étudiants).

### Personnalités publiques pour la hausse
Le 23 février 2010, un groupe de 16 personnalités publiques incluant l'ancien premier ministre Lucien Bouchard, Joseph Facal, Claude Montmarquette, l'ancien recteur de l'Université de Montréal, Robert Lacroix — associés au manifeste Pour un Québec lucide de 2005 —, ainsi que l'ancienne ministre des Finances, Monique Jérôme-Forget, proposent des « mesures draconiennes » pour regarnir les coffres des universités en augmentant substantiellement les droits de scolarité sur une période de trois ans. Le Pacte pour un financement concurrentiel de nos universités, prévoit notamment un relèvement des droits de scolarité de 2 200 $ CAN par année —pouvant atteindre de 3 000  à   10 000 $ CAN dans certains programmes—, assorti d'un engagement ferme du gouvernement à maintenir son financement en termes réels, d'un relèvement des bourses aux moins fortunés et d'un système de remboursement des prêts étudiants proportionnel aux revenus des diplômés. La proposition du groupe, lancée lors d'une activité de la Chambre de commerce du Montréal métropolitain, reçoit un accueil favorable des ministres Raymond Bachand et Michelle Courchesne qui affirment s'interroger sur la « juste part » que doivent assumer les usagers au financement des services offerts par l'État aux citoyens.
Le Ministère des Affaires municipales, des Régions et de l'Occupation du territoire (MAMROT) a mis à l'étude le dossier de son directeur général de la fiscalité, Bernard Guay, à la suite de ses déclarations dans Le Soleil de Québec. Afin de mettre un terme à cette grève « ruineuse et antisociale », ce haut fonctionnaire propose de « répondre à l'intimidation par le défi. Les gens qui s'opposent aux points de vue véhiculés par les médias contrôlés par la gauche doivent se doter de leurs propres médias. » Il appelle les opposants à la grève à s'inspirer des « mouvements fascistes » et à « cabaler » pour « reconquérir le terrain » et « mettre fin à la tyrannie des agitateurs de gauche »,. Le texte, plus tard retiré par le journal Le Soleil, a amené Josée Legault, politologue et chroniqueuse au journal Voir, à poser la question : « Qui dénoncera qui cette fois? » À la suite de cette condamnation de Josée Legault, le Ministre Lessard qualifie les propos de son haut fonctionnaire d'« inappropriés » et affirme qu'il lui a imposé des « sanctions administratives ». Le ministre refuse d'en préciser la nature[source insuffisante].
Gilbert Rozon et Jacques Villeneuve prennent aussi position contre la grève et en faveur de la hausse des frais de scolarité en adressant publiquement des remontrances au mouvement étudiant.

### Associations d'affaires
Les chambres de commerce du Québec et de Montréal ont lancé un cri d'alarme le 27 mars 2012 : la prolongation des sessions dans les cégeps et les universités causerait une grave pénurie de main-d'œuvre à l'été 2012. Déjà, à la mi-mars, la chambre de commerce de Montréal avait acheté des espaces publicitaires pour avertir que « c'est toute notre activité économique qui en souffrirait ». Les PDG de ces chambres de commerce continuent cependant d'appuyer la « position ferme » du gouvernement.

## Couverture médiatique

### Couverture québécoise
La grève étudiante fut fortement médiatisée au Québec. Les principaux médias télévisés (Radio-Canada, TVA) et écrits (La Presse, Le Devoir, le Journal de Montréal) en font une couverture quasi quotidienne. CUTV, un média étudiant de l'Université Concordia, diffusera des dizaines de manifestations en direct.
Plus concrètement chez les principaux médias québécois, la couverture médiatique fut abondante et extrêmement présente. Du côté des chaînes d’information en continu, RDI et LCN  y ont consacré 50 % de leur temps d’antenne et les bulletins de nouvelles de fin de soirée chez Radio-Canada  et TVA étaient à 33 % et 36 % de leur temps d’antenne selon le Centre d’études sur les médias (CEM). Cette représentation fut suivie par une grande écoute de la part de la population qui s’élevait en moyenne à 109 800 téléspectateurs en mai entre 22h30 et 23h30 sur RDI et LCN contre une moyenne de 28 200 à l’habitude pour cette période. Toutefois, cette couverture québécoise fut accompagnée d’un large lot de critiques. Selon une étude du CEM, les citoyens étaient bien mis au courant des évènements, mais ne connaissaient pas les principaux enjeux ainsi que le contexte. Ils ont alors jugé qu’il manquait une analyse faite par les médias sur la crise qui aurait ainsi permis une meilleure compréhension du conflit. Plus précisément, le Journal de Montréal, La Presse, The Gazette et Le Devoir  ont consacré respectivement, 1 %, 2 %, 4 %, 7 % de leur contenu à l’analyse du conflit dans la couverture de la crise. Les gens ont aussi dit avoir reçu un trop-plein d’information sur le sujet qui était caractérisé par une recherche de sensationnalisme des médias, mais sans pour autant éliminer l’incompréhension ressentie. De plus, la couverture des médias au Québec fut teintée de beaucoup de chroniques qui ont souvent pris position dans le conflit et ainsi participé à l’émotivité grandissante du conflit. En raison de cette grande émotivité, plusieurs plaintes ont été portées contre les médias durant la crise, par exemple, Radio-Canada reçut 341 plaintes contre leur couverture du conflit. Parmi les journaux québécois, seul le Devoir partageait une opinion positive envers les étudiants qui se matérialisait dans leur ligne éditoriale. Par exemple, en mai 2012, l’ONU se prononce sur le conflit et critique alors le gouvernement du Québec parce qu’il nuit, selon eux, aux droits d’association, de réunion pacifique et de ce fait l’ONU critique ainsi la loi 78 adoptée par le gouvernement québécois. Il est alors intéressant de regarder la couverture du journal le Devoir qui, partageant le point de vue de l’ONU en faveur des étudiants, démontre leur ligne éditoriale plus souple et moins critique du conflit étudiant. En revenant à la critique de la couverture médiatique, ce surplus d’opinions et le faible contenu peuvent se traduire par un manque de spécialisation des journalistes en éducation. Cette spécialisation se traduit par le fait qu’un journaliste spécialisé dans un domaine particulier acquiert des compétences précises et une meilleure compréhension des phénomènes. La spécialisation du journaliste permet une échéance moins serrée et un plus grand temps de construction des articles, car il n’a qu’un seul domaine à couvrir, et non plusieurs.
La forte représentativité de la violence par les médias peut s’expliquer, selon Jürgen Habermas, par le fait que les médias ont la capacité d’influencer l’opinion publique dans le but d’exclure de l’espace politique légitime les individus les plus dérangeants selon les classes dominantes qui, dans ce contexte, contrôlent les médias. Toutefois, le CUTV se voit être un média échappant à cette exclusion. De par l’usage de la diffusion instantanée, le CUTV a permis de fournir des images réelles et non soumises au contrôle de l’information par l’État de la violence policière à l’égard des étudiants. De plus, cette façon de faire a permis aux populations n’ayant que très peu accès ou pas accès aux médias d’avoir des images de la grève. Également, la perspective qu’offrait cette plateforme permettait à ses auditeurs de voir une nouvelle facette du conflit qui n’était pas présentée dans les médias conventionnels, car moins sensationnalistes.

### Couverture canadienne
Dans les autres provinces canadiennes, certains médias critiquent fortement l'opposition à la hausse des frais d'université. Dans le même ordre d’idées, la couverture de la grève s’est avérée être une opportunité pour certains médias du reste du Canada de prendre position face à la gestion de ce conflit par le gouvernement de Jean Charest et de critiquer le modèle québécois. De grands périodiques canadiens tels que le Globe and Mail, le Toronto Star  et le National Post ont publié plusieurs chroniques et éditoriaux au sujet de la grève étudiante. En général, le Globe and Mail soutient que l’opposition à la hausse des frais de scolarité n’est pas rationnelle et que le mouvement ne s’apparente pas aux autres mouvements similaires ailleurs dans le monde et auxquels les étudiants s’identifient. Il soutient également que le modèle québécois est dépassé et que l’opposition à la hausse des frais de scolarité est illogique vu la piètre qualité des universités québécoises, en plus de n’accorder que très peu de sérieux à la cause étudiante.
Gary Mason du Globe and Mail qualifie les étudiants protestataires d'« enfants gâtés » (self-absorbed brats), mentionnant les coûts d'université bien supérieurs dans les autres provinces du pays. Sa collègue Margaret Wente qualifie les protestataires de « Grecs du Canada », en référence à une certaine perception de ce peuple engendrée par la crise de la dette publique grecque,. Cependant, contrairement au Globe and Mail, le Toronto Star est, dans son ensemble, plutôt favorable à la cause étudiante. Toutefois, ses éditorialistes y voient certaines lacunes telles que la défense d’un modèle dépassé et qui ne survit que grâce à des subventions d’Ottawa, la transformation des manifestations en une certaine forme d’anarchie et le fait que la grève empêche l’amélioration des universités québécoises qui ne sont, à priori, pas vraiment compétitives aux niveaux nationaux et international. Certains éditorialistes du Toronto Star soulignent aussi la mauvaise gestion du conflit par le gouvernement qui a laissé le conflit dégénérer. De leur côté, les éditorialistes du National Post se positionnent généralement contre les étudiants. Ils dénoncent plusieurs éléments, dont la violence des étudiants, l’attachement des Québécois envers les avantages sociaux, l’opposition à l’austérité et l’anarchie régnant durant les manifestations. Certains éditorialistes prévoyaient même, à ses débuts, la propagation du mouvement dans le reste du Canada.Le journal hebdomadaire Maclean's affiche en Une un manifestant québécois cagoulé sur le titre « La nouvelle classe dirigeante du Québec » (Quebec's new ruling class).

### Couverture internationale
Les médias internationaux ont commencé à s'intéresser au conflit à compter de la grande manifestation du 22 mars. Selon la firme Influence Communications, qui tient une vigile de presse dans 160 pays, la grève étudiante de 2012 a été abordée dans 3 000 articles de presse publiés dans 77 pays entre le 22 mars et le 28 mai. Dans cette lignée, le conflit sera porté à l’international par les médias comme, étant un exemple du mouvement Occupy et de la force du nombre. Plus particulièrement, la grève apparait en France à travers Agence France-Presse, TV5 et Le Monde, en plus d’apparaitre en Australie, en Nouvelle-Zélande, au Qatar et aux États-Unis. Aux États-Unis, un blogue du New York Times  va analyser la crise québécoise et prédire l’utilisation de la crise étudiante dans la campagne de Barack Obama afin de débattre sur l’enjeu de la dette étudiante américaine. Il est somme toute possible de distinguer que la violence policière entourant le conflit sera beaucoup utilisée par les médias internationaux, car elle projette une image forte et qui peut facilement sortir du contexte local.
Une revue américaine, Reason Magazine, en a fait le portrait d'un angle de vue libertarien. De plus, le journal britannique The Guardian a publié un bon nombre d’articles concernant la grève étudiante au Québec, mais toujours en restant neutre et rapportant les faits seulement. La couverture du conflit à l'étranger a été amplifiée par l'adoption de la Loi 78. L'analyste Caroline Roy remarque que 79 % des articles consacrés au conflit au début de période traitaient de la question des frais de scolarité, une proportion qui a chuté à 4 % dans les dernières semaines de l'analyse. Depuis la mi-mai, 39 % des articles évoquent plutôt les « arrestations massives », les « émeutes » et la « violence » reliée au conflit. En juin, l'Office national du film et Urbania ont lancé un essai interactif sur la grève, intitulé Rouge au carré.

## L'apport d'Internet et des médias socionumériques

### Web participatif et nouvelle forme de mobilisation
Les médias traditionnels ne reflètent pas forcément la société, mais sont soumis à des règles économiques qui les forcent à rechercher la rentabilité (par la publicité notamment) et à cibler un public qui soit le plus large possible. Avec l’avènement du numérique, le spectateur est actif et s’approprie le message et les outils de manière active. C’est ce qui s’est passé lors du Printemps érable.
La grève étudiante de 2012 a révélé le pouvoir des médias de masse au Québec. Le Centre d'études sur les médias de l'Université de Laval s’est justement intéressé au rapport des médias de masse durant le mouvement. Les recherches indiquent que les journaux comme Le Journal de Montréal, La Presse et Le Devoir ont décrit la grève étudiante de 2012 de manière négative. Ce type de couverture médiatique a nui au mouvement et les étudiants n’ont d’ailleurs pas apprécié ces articles. C’est pour cette raison, que les étudiants se sont tournés vers de nouveaux moyens de communication. Le Web 2.0, c’est la nouvelle dimension du Web qui offre des possibilités de participation aux utilisateurs ordinaires et met l'accent sur l'implication active des utilisateurs pour générer et partager du contenu. Les réseaux sociaux étaient encore nouveaux en 2012, c’était l’une des premières fois qu’ils étaient utilisés comme outils de mobilisation pour transmettre des informations. Les étudiants sont devenus plus actifs qu’avec les médias de masse et cela a créé une montée en puissance du mouvement.
Dans le cas de la grève étudiante de 2012, Facebook a eu un large impact sur la mobilisation des étudiants. Les étudiants ont utilisé de nombreux sites Internet, blogues, médias sociaux, vidéos pour revendiquer leurs points de vue. À cette période, c’était Facebook le média le plus populaire et c’est d’ailleurs sur cette plateforme que le mouvement a fait ses débuts. Ainsi, à l’aide des réseaux sociaux, les étudiants ont réussi à communiquer, partager, faire circuler de l’information plus facilement et plus efficacement. Il s’avère que la participation est un élément clé de la culture numérique.

### L’organisation d’évènements faciles et accessibles à tous
L’apport d’Internet et des réseaux sociaux a transformé nos pratiques de mobilisation citoyenne. Le téléphone permet désormais d’accéder au Web et de partager de l’information. Lors de la grève, il n’a pas été nécessaire d’avoir des connaissances technologiques. Tout le monde pouvait prendre la parole. Effectivement, n’importe qui peut avoir accès aux outils pour participer aux débats dans l’espace public médiatique, alors qu’auparavant c’était impossible. Les jeunes ont partagé, commenté, liké les publications. Tout le monde était émetteur et récepteur. Il y a eu une mutation de la participation politique et l’émergence de nouveaux espaces de discussion. François-olivier Chené surnommé le joueur de casserole, est justement l’un des acteurs les plus importants de l’organisation du mouvement. En effet, lorsque les députés débattaient sur le projet de la loi 78, François-Olivier Chené a créé une invitation et a envoyé le lien à ses amis. En 24h, plus de 1 000 personnes avaient rejoint le groupe. Ainsi, avec ces nouvelles possibilités offertes par le numérique, chacun est capable de publier ou de relayer de l’information. Aucune nécessité d’avoir des médias omnipotents, mais plutôt posséder un simple téléphone pour se mobiliser, coordonner un mouvement ou faire circuler de l’information rapidement.

### Viralité et amplification sur les réseaux
L'utilisation des hashtags sur les médias sociaux a offert aux étudiants la possibilité de partager des informations et des opinions de manière que d'autres personnes puissent interagir et s'engager dans le cadre d'une conversation plus large susceptible de créer un changement. Le mouvement a pu devenir viral, notamment à l’aide du hashtag #manifsétudiantes. Les hashtags sont rapidement devenus des éléments clefs au mouvement du printemps érable.
La propagation de l’information sur Facebook durant la grève étudiante a permis de réagir à la nouvelle, de critiquer la couverture médiatique, d’exprimer son appartenance et d’informer.